# Liste der Kulturdenkmale in Altlindenau, H–N
Die Liste der Kulturdenkmale in Altlindenau enthält die Kulturdenkmale des Leipziger Ortsteils Altlindenau, die in der Denkmalliste vom Landesamt für Denkmalpflege Sachsen mit Stand 2017 erfasst wurden.
Aus Platzgründen ist diese Liste geteilt. In dieser Liste sind die Kulturdenkmale in den Straßen mit den Anfangsbuchstaben H–N erfasst. Die Kulturdenkmale in den Straßen A–G und O–Z sind in der Liste der Kulturdenkmale in Altlindenau, A–G und Liste der Kulturdenkmale in Altlindenau, O–Z aufgeführt.

## Legende
- Bild: Bild des Kulturdenkmals, ggf. zusätzlich mit einem Link zu weiteren Fotos des Kulturdenkmals im Medienarchiv Wikimedia Commons. Wenn man auf das Kamerasymbol klickt, können Fotos zu Kulturdenkmalen aus dieser Liste hochgeladen werden:
- Bezeichnung: Denkmalgeschützte Objekte und ggf. Bauwerksname des Kulturdenkmals
- Lage: Straßenname und Hausnummer oder Flurstücknummer des Kulturdenkmals. Die Grundsortierung der Liste erfolgt nach dieser Adresse. Der Link (Karte) führt zu verschiedenen Kartendiensten mit der Position des Kulturdenkmals. Fehlt dieser Link, wurden die Koordinaten noch nicht eingetragen. Sind diese bekannt, können sie über ein Tool mit einer Kartenansicht einfach nachgetragen werden. In dieser Kartenansicht sind Kulturdenkmale ohne Koordinaten mit einem roten bzw. orangen Marker dargestellt und können durch Verschieben auf die richtige Position in der Karte mit Koordinaten versehen werden. Kulturdenkmale ohne Bild sind an einem blauen bzw. roten Marker erkennbar.
- Datierung: Baubeginn, Fertigstellung, Datum der Erstnennung oder grobe zeitliche Einordnung entsprechend des Eintrags in der sächsischen Denkmaldatenbank
- Beschreibung: Kurzcharakteristik des Kulturdenkmals entsprechend des Eintrags in der sächsischen Denkmaldatenbank, ggf. ergänzt durch die dort nur selten veröffentlichten Erfassungstexte oder zusätzliche Informationen
- ID: Vom Landesamt für Denkmalpflege Sachsen vergebene, das Kulturdenkmal eindeutig identifizierende Objekt-Nummer. Der Link führt zum PDF-Denkmaldokument des Landesamtes für Denkmalpflege Sachsen. Bei ehemaligen Kulturdenkmalen können die Objektnummern unbekannt sein und deshalb fehlen bzw. die Links von aus der Datenbank entfernten Objektnummern ins Leere führen. Ein ggf. vorhandenes Icon  führt zu den Angaben des Kulturdenkmals bei Wikidata.

## Liste der Kulturdenkmale in Altlindenau, H–N
| Bild                                    | Bezeichnung | Lage                                                                              | Datierung                                                           | Beschreibung | ID       |
| --------------------------------------- | --- | --------------------------------------------------------------------------------- | ------------------------------------------------------------------- | --- | -------- |
|                                         | Mietshaus in geschlossener Bebauung in Ecklage | Hahnemannstraße 2 (Karte)                                                         | um 1910 (Mietshaus)                                                 | mit Laden, Putzfassade, Haustür mit bleiverglastem Oberlicht, Reformstil-Architektur, baugeschichtlich von Bedeutung | 09261370 |
|                                         | Mietshaus in geschlossener Bebauung | Hahnemannstraße 2a (Karte)                                                        | um 1910 (Mietshaus)                                                 | Putzfassade, Oberlicht der Haustür und Treppenhausfenster mit farbiger Bleiverglasung, Wand- und Deckenstuck im Eingangsbereich, Reformstil-Architektur, baugeschichtlich von Bedeutung | 09261371 |
|                                         | Einzeldenkmale der Sachgesamtheit Meyersche Häuser Lindenau: 13 Mietshäuser einer Wohnanlage (siehe auch Sachgesamtheitsdokument – Obj. 09304694, Demmeringstraße 8–10)                                                                                                | Hahnemannstraße 4; 6; 8; 10; 12; 14; 16; 18; 20; 22; 24; 26; 28 (Karte)           | 1887–1898 (Mehrfamilienwohnhaus)                                    | Nummer 10 mit Laden, Nummer 28 mit Tordurchfahrt, Teil einer geschlossenen Wohnanlage des sozialen Wohnungsbaus, Putzfassaden mit Ziegelgliederung, baugeschichtlich und sozialgeschichtlich von Bedeutung | 09261911 |
|                                         | Mietshaus in geschlossener Bebauung | Hahnemannstraße 7 (Karte)                                                         | bezeichnet 1909 (Mietshaus)                                         | Putzfassade mit Putzreliefs, Treppenhausfenster mit Resten farbiger Bleiverglasung, baugeschichtlich von Bedeutung | 09261372 |
|                                         | Mietshaus in geschlossener Bebauung (bauliche Einheit mit Nr. 11) | Hahnemannstraße 9 (Karte)                                                         | um 1907 (Mietshaus)                                                 | Klinkerfassade, Stuck, Schablonenmalerei und Malerei im Eingangsbereich, baugeschichtlich von Bedeutung | 09261842 |
|                                         | Mietshaus in geschlossener Bebauung (bauliche Einheit mit Nr. 9) | Hahnemannstraße 11 (Karte)                                                        | 1907 (Mietshaus)                                                    | Klinkerfassade, im Eingangsbereich Stuck, Schablonen- und Freihandmalerei, baugeschichtlich von Bedeutung | 09261844 |
|                                         | Mietshaus in geschlossener Bebauung in Ecklage | Hahnemannstraße 13 (Karte)                                                        | um 1910 (Mietshaus)                                                 | ehemals mit Eckladen, Klinkerfassade, Stuck und Schablonenmalerei im Eingangsbereich, bleiverglaste Treppenhausfenster, baugeschichtlich von Bedeutung | 09261843 |
|                                         | Einzeldenkmale der Sachgesamtheit Meyersche Häuser Lindenau: Vier Mietshäuser einer Wohnanlage (siehe auch Sachgesamtheitsdokument – Obj. 09304694, Demmeringstraße 8–10)                                                                                              | Hahnemannstraße 15; 17; 19; 21 (Karte)                                            | 1887–1898 (Mehrfamilienwohnhaus)                                    | Teil einer geschlossenen Wohnanlage des sozialen Wohnungsbaus, Putzfassaden mit Ziegelgliederung, baugeschichtlich und sozialgeschichtlich von Bedeutung | 09261910 |
|                                         | Mietshaus in halboffener Bebauung | Hauschildstraße 2 (Karte)                                                         | um 1890 (Mietshaus)                                                 | Klinkerfassade, Stuckkehle und Holzpaneele im Eingangsbereich, Windfangtür, baugeschichtlich von Bedeutung | 09261378 |
|                                         | Mietshaus in halboffener Bebauung | Hauschildstraße 4 (Karte)                                                         | um 1890 (Mietshaus)                                                 | mit Tordurchfahrt, Klinkerfassade, baugeschichtlich von Bedeutung | 09261379 |
|                                         | Mietshaus in geschlossener Bebauung | Hebelstraße 4 (Karte)                                                             | 1902 (Mietshaus)                                                    | mit Tordurchfahrt, Klinkerfassade, baugeschichtlich und ortsentwicklungsgeschichtlich von Bedeutung Bauunternehmer Karl Wilhelm Wesche übernahm 1902 Finanzierung und Ausführung eines Wohnhauses, eines freistehenden Waschhauses sowie einer Wagenremise mit Pferdestall auf dem Grundstück der ehemaligen Erdmannstraße. Pläne zum Vorhaben steuerte der Architekt Erhardt Krauß bei. Während die Hofgebäude mehrfach Um- und Anbauten erfuhren blieb das Mietshaus als Zweispänner original erhalten. Ein Stockgesims trennt verputztes Erdgeschoss und zwei mit Klinkerblendern verkleidete Stockwerke. Sohlbänke und Verdachungen sind aus Zementkunststein, der Jugendstilstuck über den Fenstern der Beletage aus Stuck. Gestalterisch unbefriedigend ist die im Rahmen einer Sanierung 1997–1998 erfolgte Neugestaltung der Traufzone. Baugeschichtlich von Bedeutung als Bestandteil des Ortserweiterungsgebietes. LfD/2015 | 09298659 |
|                                         | Mietshaus in geschlossener Bebauung | Hebelstraße 10 (Karte)                                                            | 1892 (Mietshaus)                                                    | ehemals mit Ladeneinbau, Klinkerfassade, baugeschichtlich und ortsentwicklungsgeschichtlich von Bedeutung Als eines von drei im Jahr 1889 zeitgleich zur behördlichen Genehmigung eingereichten Vorderwohngebäuden entstand das Haus in der damaligen Erdmannstraße jedoch erst im Jahr 1892. Initiator des Projektes war 1889 der Privatmann Johann Gottlieb Bettzieche, bauleitender Ausführender hernach der geprüfte Maurermeister Franz Bettzieche. Dieser legte auch neue Pläne vor, mit zwei Wohnungen in den oberen Etagen sowie Durchfahrt und einer Ladenwohnung im Parterre. Als Bauherr war der minderjährige Paul Bettzieche genannt. Im Jahr 1936 fand die Umgestaltung des Erdgeschosses zur Nutzung für zwei Mietparteien statt, das heutige Erscheinungsbild stammt von 1996, die Balkone im Hof sind von 2002/2003. Dreigeschossig steht das Haus in der 11,62 Meter breiten Straße, verputzt über dem Sockel und klinkerverblendet in den oberen Geschossen. Deutlich zeigt sich die preisgünstige, aber dennoch mit Gestaltungswillen vollendete Fassade des Hauses, das unter dem Begriff Sozialwohnungsbau zur Linderung der Wohnungsnot in einem der westlichen Leipziger Vororte mit hohem Arbeiteranteil zu führen ist. Seltenheitswert besitzen die vier markanten, prägenden Gauben in Sichtklinkermauerwerk, wenig überzeugend zeigen sich die preiswert eingekauften Kunststofffenster, der Zugang erfolgt über Grundstück Hebelstraße 8. Das Wohngebäude in geschlossener Zeilenbebauung ist ein Zeugnis sozialen Wohnungsbaus im Lindenauer Arbeiterwohngebiet und besitzt einen baugeschichtlichen Wert. LfD/2015, 2018 | 09298668 |
|                                         | Mietshaus in halboffener Bebauung | Hebelstraße 15 (Karte)                                                            | 1894–1895 (Mietshaus)                                               | mit Durchgang und ehemals mit Laden, Putzfassade, baugeschichtlich und ortsentwicklungsgeschichtlich von Bedeutung Der Bauunternehmer, Privatmann und Maurer Friedrich August Walther initiierte den Wohnhausneubau und übernahm zugleich die Ausführung, statische Berechnungen steuerte Otto Gehricke bei. Für Haus und Waschküchengebäude wurde im September 1894 der Bauantrag gestellt, das Unterfangen zwölf Monate später erfolgreich abgeschlossen. Auch im Mansardbereich wurden, wie in den beiden darunter liegenden Stockwerken zwei Wohnungen eingerichtet, während das Parterre neben einem Gang eine Ladenwohnung erhielt. Dieser befand sich direkt neben dem Hausdurchgang, das Treppenhaus konnte über den Hof betreten werden. Heute ist das Mietshaus saniert, glänzt mit einer durch Stockgesims, Sohlbänke, Verdachungen sowie historistischen Stuck gegliederte Putzfassade. Die beiden mittleren der sechs Achsen werden in den oberen Geschossen durch drei Putzpilaster mit einem Abschluss durch Kompositkapitelle gefasst. Nicht ganz gelungen ist die Aufteilung der neuen Kunststofffenster, die Ausstattung ist in Teilen erhalten. Das Gebäude besitzt einen baugeschichtlichen und ortsteilentwicklungsgeschichtlichen Wert. LfD/2016 | 09298660 |
|                                         | Mietshaus in geschlossener Bebauung und Hofpflasterung | Hebelstraße 16 (Karte)                                                            | 1890–1894 (Mietshaus)                                               | mit Tordurchfahrt und mit Laden, Putzfassade, Holzpaneele in der Tordurchfahrt, baugeschichtlich von Bedeutung Vorder- und Hinterhaus kamen zeitgleich im April 1890 zur Beantragung durch Zimmermeister H. Weichold & Sohn, die jedoch erst ein halbes Jahr später die Genehmigung in ihren Händen hielten. Der Bau stockte bald – bei der Versteigerung des Grundstücks 1891 meldete sich merkwürdigerweise kein einziger Interessent. Erst im Frühjahr 1894 unternahm der Maurer Friedrich August Walter einen neuerlichen Anlauf für ein Wohnhaus, das diesmal neben je zwei Wohnungen oben im Erdgeschoss eine Bäckerei mit Laden erhalten sollte. Maurermeister Otto Gehricke bekam den Auftrag zur Ausführung der Arbeiten und für die statischen Berechnungen. Diesmal wurde nicht lange gefackelt, das Gebäude nach genehmigtem Baubeginn innerhalb von nur fünf Monaten bezugsfertig aufgeführt. Sichtbar ist der Klinkersockel belassen, über dem sich die Putzfassade mit Kunststeingliederungen und einer Dekoration durch Stuckkonsolen erhebt, die Traufzone ist leider verändert. Darüber liegt das für die Straße typische Mansardgeschoss mit stehenden Gauben. Teile der originalen Ausstattung des Hauses wurden in den Sanierungsprozess (2008 war das Haus saniert vorgefunden) einbezogen. Fassadenarbeiten im Sommer 2016. Für das im geschlossenen Straßenzug stehende historistische Gebäude besteht ein baugeschichtlicher und ein ortsentwicklungsgeschichtlicher Wert. LfD/2016 | 09298667 |
|                                         | Mietshaus in geschlossener Bebauung | Hebelstraße 18 (Karte)                                                            | 1889–1900 (Mietshaus)                                               | mit Tordurchfahrt, Putzfassade, preußische Kappen in der Tordurchfahrt, baugeschichtlich von Bedeutung Im September 1889 gelangte ein vom Baugeschäft Weichold & Sohn initiiertes Baugesuch zur Vorlage, die Errichtung eines Vorder- und eines Hinterhauses an der damaligen Erdmannstraße betreffend. Inhaber der Firma waren Zimmermeister Heinrich Julius Ernst Weichold und Architekt Franz Heinrich Weichold, die beide das Gebäude bis Sommer 1890 fertig stellten und umgehend an Christine A. Pretzsch verkauften. Aus Volkseigentum wurde Ende Januar 1995 die Reprivatisierung des Grundstücks vollzogen. Die im mittleren Geschoss mit teilweise üppiger Stuckdekoration aufwartende historistische Putzfassade erhebt sich über einem Natursteinsockel aus Rochlitzer Porphyrtuff, besitzt eine Durchfahrt und eine ausgebaute Mansarde. Gesimse fangen die enge Reihung der sieben Fensterachsen. Alle Vollgeschosse im Vorderhaus konnten zwei Mietparteien aufnehmen, das Hintergebäude besaß pro Etage nur eine Wohnung mit zwei Stuben, Kammer, Küche, Korridor und AWC. Teile der Ausstattung sind erhalten. Das Gebäude besitzt als ein auschauliches Dokument historistischer Ortserweiterung einen baugeschichtlichen und ortsentwicklungsgeschichtlichen Wert. LfD/2015, 2016 | 09298666 |
|                                         | Mietshaus in geschlossener Bebauung | Hebelstraße 19 (Karte)                                                            | 1888–1889 (Mietshaus)                                               | mit Hausdurchgang, Klinkerfassade, als Wohn- und Gewerbegrundstück im Erweiterungsgebiet baugeschichtlich und ortsentwicklungsgeschichtlich von Bedeutung Der bekannte Bauunternehmer Gottlieb Franz Bettzieche stellte am 1. Oktober 1888 Bauantrag für ein Wohngebäude und ein Waschhaus. Jede der beiden Wohnungen in den beiden oberen Etagen und im Mansardgeschoss enthielt Stube, zwei Kammern, Küche sowie Korridor, während das Parterre neben dem Hausdurchgang lediglich einen Laden mit angrenzender Wohnung besitzen sollte. Bereits zum 22. Juni des Folgejahres erfolgten Schlussprüfung und Gestattung der Ingebrauchnahme. Bettzieche war als eingetragener Maurermeister wohl auch der Ausführende. Zwischen 1896 und 1898 kamen die Pläne für ein zweigeschossiges Niederlagsgebäude im Hof zur Umsetzung. Ein Teilwiederaufbau des gemeinschaftlichen Mietshausgiebels machte sich 1907 notwendig infolge einer Gasexplosion auf dem Grundstück Nummer 17. Prächtig wirkt die historistische Fassade des Wohngebäudes in den beiden oberen Etagen durch zweifarbige Klinkerverblendung und einen eleganten, über den Fenstern der Beletage aufwendigeren Stuckdekor. Bemerkenswert ist die seltene Verwendung von Ziegelformsteinen für Dekorrahmen. Nicht (mehr) vorhanden ist der Laden des einfach verputzten Erdgeschosses sowie die originalen Fenster. Erhalten sind Teile der einfachen Ausstattung, das Tor wurde preiswert nachgefertigt. Für die Grundstücksbebauung besteht ein baugeschichtlicher und ortsentwicklungsgeschichtlicher Wert. LfD/2016 | 09298661 |
|                                         | Mietshaus in geschlossener Bebauung | Hebelstraße 20 (Karte)                                                            | 1906–1907 (Mietshaus)                                               | mit Tordurchfahrt, ehemals mit Laden, ehemals Nebengebäude im Hof, Klinkerfassade, baugeschichtlich von Bedeutung Der Buchdrucker und Druckereibesitzer Johann Bernhard Große ließ 1885 an sein kleines Wohnhaus anbauen und nahm 1889 Umbauten vor. Für die Jahre 1894/1895 ist der Neubau eines viergeschossigen Buchdruckereigebäudes durch Franz Bettzieche aktenkundig. Straßenseitig sollte 1906 ein neues Vorderwohngebäude erbaut werden, im Auftrag des Zementwarenfabrikanten Adolf Emil Röhler nach Entwürfen von Architekt Karl Feistel, der ehemals mit Oswald Sachse zusammen gearbeitet hatte. Pläne hierfür waren bereits im August des Vorjahres erarbeitet worden. Tekturen betrafen die Einrichtung von Dachwohnungen und die Änderung der Wohnungsanzahl auf der Etage zu zwei statt drei. Letztendlich wurde Ende 1906 ein nochmaliges Gesuch eingebracht und im Februar 1907 die Baugenehmigung ausgereicht. Später folgte ein Abbruchantrag für das Hofgebäude, das nunmehr in ein Landhaus umgebaut werden sollte. Neue Interessen führten zu einem Ladeneinbau ins Erdgeschoss des Vorderhauses, einen rückwärtigen Waschhausanbau und ein Holzlager im Hof. Anfang 1908 waren sämtliche Baulichkeiten vollendet, jedoch geriet das Grundstück zur Zwangsversteigerung. Mehrfach kam es zu Umbauten im Hofgebäude und 2011 zu dessen Abbruch. Das Vordermietshaus stand 2015/2016 in Sanierung, wirkt mit seiner neun Achsen breiten Fassade kräftig im Straßenzug. Über dem verputzten Parterre liegen zwei mit gelben Blendern verkleidete Obergeschosse, die mit teils stark plastischen Verdachungen und Sohlbänken aus Betonstein sowie Kunststein-Fensterrahmungen versehen sind. Zum Zeitpunkt der Erfassung 1997 waren noch alle Fenster des Hauses original, die Ladenpfosten, zudem Jalousien und die Ausstattung im Inneren, der Laden verschwand im Rahmen der Sanierung 2016. Das Haus besitzt einen baugeschichtlichen und einen ortsteilentwicklungsgeschichtlichen Wert. LfD/2016 | 09298665 |
|                                         | Mietshaus in geschlossener Bebauung | Hebelstraße 21 (Karte)                                                            | 1888 (Mietshaus)                                                    | mit Tordurchfahrt, Putz-Klinker-Fassade, baugeschichtliche und ortsteilentwicklungsgeschichtliche Bedeutung Wohnhaus und Waschhaus an der damaligen Erdmannstraße finanzierten der Bautechniker Friedrich Gustav Schmidt (auch Nummer 23) und der Zimmermann Ernst Gottfried Stets, die beide in Lindenau wohnten, wohl auch für die ausführenden Arbeiten anzusprechen sind. In der zweiten Aprilhälfte des Jahres 1888 gelangte das Genehmigungsgesuch zur Einreichung, am 12. September erfolgte die begehrte Schlussbesichtigung. Für 1996 waren Sanierung, Modernisierung und ein Dachgeschossausbau planungsrechtlich auf den Weg gebracht, die ausführenden Arbeiten vermutlich im Folgejahr durchgeführt. Schwach treten die beiden mittleren Achsen des sechsachsigen Gebäudes in der Flucht vor. Der Risalit ist, wie auch das Erdgeschoss, verputzt. Markante Verdachungen weisen alle Fenster der oberen Etagen auf, die nicht verputzten Flächen besitzen Klinkerverblendung. Nur Stuckkonsolen unter den Sohlbänken des obersten Stockwerks sowie unter der Traufe zeigen, im Unterschied zu den sonstigen Kunststeinrahmungen und Gesimsen, Dekor in historistischer Manier. Wie in der Straße üblich bedeckt ein Mansarddach mit stehenden Gauben das Haus. Wermutstropfen sind im Gesamtsergebnis der recht gelungenen Sanierung die peinlichen, einflügligen Fenster mit den viel zu schmalen Sprossen. Das Haus hat eine baugeschichtliche und eine ortsteilentwicklungsgeschichtliche Bedeutung. LfD/2016 | 09262705 |
|                                         | Mietshaus in geschlossener Bebauung | Hebelstraße 22 (Karte)                                                            | 1889 (Mietshaus)                                                    | mit Tordurchfahrt, Putzfassade, Schablonenmalerei in der Tordurchfahrt, farbiges Ätzglas im Treppenhaus, baugeschichtlich von Bedeutung Im Februar 1889 wurde der Bauantrag gestellt, Anfang Mai gewährt und bereits vom 7. September datiert das Protokoll der Schlussprüfung. Initiator des Vorhabens war der Buchdruckereibesitzer Johann Bernhard Große, der neben dem Wohnhaus auch ein Waschküchengebäude erbauen ließ. Unter den Plänen findet sich die Unterschrift von Gustav Schmidt, der zumindest als Ausführender anzunehmen ist. Das Erdgeschoss war neben der Durchfahrt einer Ladenwohnung vorbehalten, die beiden Obergeschosse erhielten jeweils zwei unterschiedlich große Wohnungen, das Dachgeschoss drei. Noch Ende des Jahres 2008 präsentierte sich das Haus unsaniert, für Oktober 2011 datiert ist der Antrag auf Abgeschlossenheiten, eine Sanierung ist 2016 im Gange. Unbekannt ist, wann der Laden einer Wohnnutzung zugeführt worden war. Die Fassade ist über einem sichtbaren Klinkersockel komplett mit Rauputz überzogen, besitzt neben farbigen Putzflächen auch Kunststeingliederungen, wobei hier das Stockwerkgesims und vor allem die markanten Verdachungen des mittleren Geschosses ins Auge fallen. Stuckkonsolen zeigen eine historistische Formensprache. Das ausgebaute Mansarddach besitzt stehende Gauben. Zum Zeitpunkt der Erfassung 1997 war die Ausstattung weitgehend überkommen, so beispielsweise Fenster, Schablonenmalerei in der Durchfahrt, Tor und Innentüren sowie das Treppenhaus. Es besteht ein baugeschichtlicher und ortsteilentwicklungsgeschichtlicher Wert. LfD/2016 | 09298664 |
|                                         | Mietshaus in geschlossener Bebauung | Hebelstraße 23 (Karte)                                                            | 1889 (Mietshaus)                                                    | mit Hausdurchgang, Putz-Klinker-Fassade, baugeschichtlich von Bedeutung 1889 entstanden auf dem Grundstück ein Wohnhaus mit sieben Logis, ein Pferdestall sowie ein Waschhaus. Protagonist des Unternehmens war der Bautechniker Gustav Schmidt. Für das Parterre war wegen der Durchfahrt nur eine Mieteinheit vorgesehen, in allen oberen Etagen deren zwei. Im Grundaufbau entspricht die sechs Achsen und drei Geschosse umspannende Fassade dem ein Jahr zuvor fertiggestellten Haus (damals) Erdmannstraße 21: Mittelrisalit und Erdgeschoss sind glatt verputzt, mit Rustizierung in der Horizontalen und Putznutung darüber. Die übrigen Flächen zeigen eine rote Klinkerfassade. Im Unterschied zum Nachbarhaus jedoch strotzt die Fassade vor Gliederungen aus Kunststein und die Gestaltungsidee schwelgt im Formenvokabular des Historismus: Konsolen, Schlusssteine, Reliefplatten, Balustraden. Erhalten ist die Ausstattung des vor 2008 sanierten Hauses. Baugeschichtlich und ortsentwicklungsgeschichtlich ist das Gebäude bedeutsam. LfD/2016 | 09298663 |
|                                         | Mietshaus in geschlossener Bebauung | Hebelstraße 26 (Karte)                                                            | 1901–1903 (Mietshaus)                                               | Klinkerfassade, Windfangtür, Stuckgliederung im Eingangsbereich, Treppenhausfenster mit Resten geätzter Verglasung, baugeschichtlich von Bedeutung Der Kaufmann, Restaurateur und Biergroßhändler Friedrich Bernhard Haupt unterstrich in seinem Oktober 1901 gestellten Bauantrag, „dass es die Absicht des Unterzeichneten ist, kleine Wohnungen zu thunlichst billigen Preisen zu schaffen“. Zimmermann Friedrich Ernst Haferkorn übernahm die praktische Umsetzung der von Architekt R. Rammner gelieferten Entwürfe. Haupt war auch Bauherr des Nachbargrundstücks, dessen Bebauung wohl in etwa zeitgleich entstand, wenn auch ein „Doppelhaus“ heute mehr nur erahnbar denn erkennbar ist. Im Jahr 1902 übernahm Maurerpolier Hermann Meißner das Grundstück, die Bauarbeiten begannen erst im April 1903 und dauerten dann jedoch lediglich bis Oktober. 1904 übrigens erwarb Haupt das Grundstück wieder, diesmal im Rahmen einer Zwangsversteigerung. 2014 war das Mietshaus vernachlässigt, aber einschließlich der Ausstattung weitgehend original erhalten. Hinter der Klinkerfassade liegen zwei Wohnungen pro Etage, das Erdgeschoss ist verputzt. Sparsam eingesetzt sind Kunststein-Gliederungselemente und Stuckdekoration. Ehemals baugeschichtlicher und ortsentwicklungsgeschichtlicher Wert. LfD/2014 | 09261380 |
|                                         | Mietshaus in geschlossener Bebauung | Hebelstraße 26b (Karte)                                                           | um 1900 (Mietshaus)                                                 | ehemals Klinkerfassade (heute verputzt), Stuck und Ausmalung im Eingangsbereich, baugeschichtlich von Bedeutung | 09261381 |
|                                         | Mietshaus in halboffener Bebauung | Hebelstraße 27 (Karte)                                                            | 1902–1903 (Mietshaus)                                               | mit Tordurchfahrt, ehemals mit Laden, Klinkerfassade, Treppenhausfenster mit Resten geätzter Verglasung, baugeschichtlich von Bedeutung | 09261382 |
|                                         | Mietshaus in geschlossener Bebauung | Hebelstraße 28 (Karte)                                                            | 1901–1902 (Mietshaus)                                               | Putzfassade, Erker, Dekorwandfliesen im Innern, baugeschichtlich von Bedeutung | 09261383 |
|                                         | Mietshaus in geschlossener Bebauung | Hebelstraße 30 (Karte)                                                            | um 1900 (Mietshaus)                                                 | Klinkerfassade, baugeschichtlich von Bedeutung | 09261384 |
|                                         | Mietshaus in geschlossener Bebauung in Ecklage | Hebelstraße 32 (Karte)                                                            | um 1895 (Mietshaus)                                                 | ehemals mit Eckladen, Klinkerfassade, Wand- und Deckenstuck im Eingangsbereich, baugeschichtlich von Bedeutung | 09261385 |
|                                         | Mietshaus in halboffener Bebauung | Hebelstraße 35 (Karte)                                                            | um 1900 (Mietshaus)                                                 | Putzfassade, baugeschichtlich von Bedeutung | 09298757 |
|                                         | Doppelmietshaus (mit William-Zipperer-Straße 68) in offener Bebauung | Hempelstraße 1 (Karte)                                                            | um 1910 (Doppelmietshaus)                                           | Putzfassade, bleiverglaste Treppenhausfenster, Reformstil-Architektur, baugeschichtlich von Bedeutung | 09261401 |
|                                         | Doppelmietshaus (mit William-Zipperer-Straße 66) in offener Bebauung, mit seitlicher Einfriedung, Pforte und Wegepflaster | Hempelstraße 2 (Karte)                                                            | um 1910 (Doppelmietshaus)                                           | Putzfassade, Reformstil-Architektur, baugeschichtlich von Bedeutung | 09261402 |
|                                         | Doppelmietshaus (mit Paul-Küstner-Straße 19) in offener Bebauung, mit seitlicher Einfriedung und Wegepflasterung | Hempelstraße 4 (Karte)                                                            | um 1910 (Doppelmietshaus)                                           | Putzfassade, Holzbalkone und Loggien, Treppenhausfenster mit Resten farbiger Bleiverglasung, Reformstil-Architektur, baugeschichtlich von Bedeutung | 09261717 |
|                                         | Doppelmietshaus (mit Paul-Küstner-Straße 24) in offener Bebauung, mit seitlicher Einfriedung und Wegepflasterung | Hempelstraße 6 (Karte)                                                            | nach 1910 (Doppelmietshaus)                                         | Putzfassade, Freitreppe mit überdachtem Eingang, Treppenhausfenster mit Resten farbiger Bleiverglasung, Reformstil-Architektur, baugeschichtlich von Bedeutung | 09261720 |
|                                         | Doppelmietshaus (mit Rietschelstraße 55) in offener Bebauung | Hempelstraße 8 (Karte)                                                            | 1909–1910 (Doppelmietshaus)                                         | Putzfassade, Reformstil-Architektur, baugeschichtlich von Bedeutung Errichtung des freistehenden, großzügig wirkenden Doppelhauses in Ecklage durch Maurermeister Otto Unger im Eigenauftrag nach Entwurf des Lindenauer Architekten Karl Voigt. Bauantrag vom 25. September 1909, Nachreichung von Tekturen im Dezember und Ausführung bis März 1911. Langer Streit um eine zweite Dachgeschosswohnung, die im Juli 1914 bezogen werden durfte. Ab 1919 im Besitz von Baumeister Bruno Castner, später zeitweise Verwaltung durch VEB GWL. Die axialsymmetrische, verputzte Fassade mit großem Zwerchhaus, Erker an der verbrochenen Ecke sowie einer zurückhaltenden Gestaltung durch Putzgliederung und wenige Kunststeinformteile. Hofseite mit den Hauszugängen und großzügigen Holzbalkonen. In jedem Aufgang pro Etage zwei Wohnungen mit Bad/WC, geplant ehemals die Unterbringung der beiden Waschküchen jeweils im Dachgeschoss. Ausstattung weitgehend erhalten, die 1910 zur Genehmigung eingereichte Einfriedung nicht mehr original erhalten. Sanierung zwischen 1997 und 2000. LfD/2009 | 09304771 |
|                                         | Mietshaus in offener Bebauung | Hempelstraße 9 (Karte)                                                            | um 1907 (Mietshaus)                                                 | Putzfassade, zwei Erker, eiserne Kellerschranke, Reformstil-Architektur, baugeschichtlich von Bedeutung | 09298632 |
|                                         | Doppelmietshaus (Anschrift: Hempelstraße 11 und Rietschelstraße 57) in offener Bebauung in Ecklage | Hempelstraße 11 (Karte)                                                           | um 1925 (Doppelmietshaus)                                           | Putzfassade, im Stil der 1920er Jahre, baugeschichtlich von Bedeutung | 09298631 |
|                                         | Mietshaus in geschlossener Bebauung in Ecklage | Henricistraße 1 (Karte)                                                           | um 1870 (Mietshaus)                                                 | mit Laden, klassizistisch wirkende Putzfassade, Kassettendecke im Eingangsbereich, baugeschichtlich von Bedeutung | 09261414 |
|                                         | Mietshaus in halboffener Bebauung | Henricistraße 3 (Karte)                                                           | um 1895/1900 (Mietshaus)                                            | Klinkerfassade, baugeschichtlich von Bedeutung | 09261415 |
|                                         | Mietshaus in halboffener Bebauung | Henricistraße 5b (Karte)                                                          | um 1900 (Mietshaus)                                                 | mit Laden, Klinkerfassade, Ladenfront original, ehemals Jalousieblenden, baugeschichtlich von Bedeutung | 09261416 |
|                                         | Mietshaus in geschlossener Bebauung und Ecklage | Henricistraße 5c (Karte)                                                          | um 1905 (Mietshaus)                                                 | ehemals mit Eckladen, Klinkerfassade, baugeschichtlich von Bedeutung Datierung | 09306915 |
| Direkt Bild zu diesem Denkmal hochladen | Mietshaus (Lindenauer Markt 10) in geschlossener Bebauung und Hinterhaus (Henricistraße 5) | Henricistraße 5 (Karte)                                                           | 1886 (Mietshaus)                                                    | Vorderhaus mit Läden, Klinkerfassade, zwei Erker, städtebaulich und baugeschichtlich von Bedeutung | 09261533 |
|                                         | Mietshaus in geschlossener Bebauung in Ecklage | Henricistraße 7 (Karte)                                                           | um 1905 (Mietshaus)                                                 | mit Läden, Klinkerfassade, Läden original, Stuck im Eingangsbereich, baugeschichtlich von Bedeutung | 09261417 |
|                                         | Mietshaus in ehemals geschlossener Bebauung | Henricistraße 9 (Karte)                                                           | um 1890 (Mietshaus)                                                 | mit Tordurchfahrt, Klinkerfassade, baugeschichtlich von Bedeutung | 09261418 |
|                                         | Mietshaus in geschlossener Bebauung | Henricistraße 14 (Karte)                                                          | 1907 (Mietshaus)                                                    | mit Tordurchfahrt, mit Laden, Klinkerfassade, Wohn- und Geschäftsgrundstück von ortsentwicklungsgeschichtlichem Wert, baugeschichtlich bedeutsam das Gebäude im Ensemble der Mietshausbebauung eines Leipziger Arbeitervorortes Im Jahr 1865 wurden ein Wohnhaus und ein Seitengebäude durch Maurermeister Julius Langrock aus Lindenau für Herrn Carl Julius Graul errichtet und 1873 sowie 1880 durch zwei weitere Seitengebäude ergänzt. 1907 ersetzte Bauunternehmer und Maurerpolier Hermann Pippel die Baulichkeiten durch neue Vorder- und Hintergebäude. Entwürfe hierzu fertigte Architekt Karl Voigt. Drei Wohnungen waren straßenseitig in den oberen Stockwerken vorgesehen, im Erdgeschoss eine Durchfahrt und ein Laden. Die alte Bausubstanz geriet im März 1907 zum Abbruch, im Herbst des Jahres konnten die Neubauten an die Nutzer übergeben werden. Im gleichen Jahr Einrichtung einer Schmiede im Hintergebäude sowie Bau einer Wurstküche 1908. Aufmauerung der Werkstatt 1911 im Zusammenhang mit dem Antrag für einen Pferdestall für den Kutscher Alwin Emil Haubenreißer. Garagen kommen 1937 und 1938 hinzu. Das für einen Arbeitervorort typische Wohn- und Gewerbegrundstück wendet sich mit breit gelagerter, klinkerverkleideter Gebäudefassade zur Straße. Kunststeingliederungselemente rhythmisieren, das verputzte Erdgeschoss war bis zur letzten Sanierung geglättet. Von besonderem Reiz sind die Jugendstil-Masken unter den Fenstern der Beletage. Komplette originale Ausstattung, u. a. Schablonenmalerei in der Tordurchfahrt und Freihandmalereien im Treppenhaus. Das Wohn- und Geschäftsgrundstück von ortsentwicklungsgeschichtlichem Wert, baugeschichtlich bedeutsam das Gebäude im geschlossenen Ensemble der Mietshausbebauung eines Leipziger Arbeitervorortes. LfD/2012 | 09298473 |
|                                         | Mietshaus in halboffener Bebauung | Henricistraße 16 (Karte)                                                          | 1882–1883 (Mietshaus)                                               | heute in Ecklage, mit Tordurchfahrt, Putzfassade, baugeschichtlich von Bedeutung, Zeugnis der Ortsteilentwicklung Im Frühsommer 1882 reichte Gottfried Schmidt Pläne für einen Wohnhausbau ein mit zwei Wohnungen pro Etage sowie für ein Hintergebäude mit Pferdeställen und Waschhaus. Ende des Jahres übernahm Zimmermeister das genehmigte Projekt und ließ das Wohngebäude in veränderter architektonischer Gestaltung nebst einem Waschhaus im Hof 1883 ausführen. Ein Hintergebäude wurde im Jahr 1887 nochmals beantragt, ein Pferdestall erst 1904. Letzterer erfuhr 1972 die Umgestaltung zu Garagen. Der Abbruch des Hinterhauses erfolgte 1998, einhergehend mit der Sanierung des Vorderhauses und Balkonanbau. Erhalten ist das Seitengebäude. Das Haus besitzt drei verputzte Geschosse mit heute vereinfachter Nutung im Erdgeschoss und leider auch einen verputzten Sockelbereich. Stuckplatten über den Fenstern des ersten Stockwerks sind verloren, erhalten jedoch die Stuckkonsolen im Traufbereich. Stehende Gauben verweisen auf die Nutzung der Mansarde zu Wohnzwecken, die Tordurchfahrt verdeutlicht die ursprünglich auch gewerbliche Nutzung des Grundstücks. Baugeschichtlich und ortsentwicklungsgeschichtlich wichtiger Eckbau. LfD/2014, 2015 | 09297392 |
| Direkt Bild zu diesem Denkmal hochladen | Einzeldenkmale der Sachgesamtheit Meyersche Häuser Lindenau: 15 Mietshäuser einer Wohnanlage (siehe auch Sachgesamtheitsdokument – Obj. 09304694, Demmeringstraße 8–10)                                                                                                | Henricistraße 25b; 27; 29; 31; 33; 35; 37; 39; 41; 43; 45; 47; 49; 51; 53 (Karte) | 1887–1898 (Mehrfamilienwohnhaus)                                    | Nummer 53 mit Tordurchfahrt, Teil einer geschlossenen Wohnanlage des sozialen Wohnungsbaus, Putzfassaden mit Ziegelgliederung, baugeschichtlich und sozialgeschichtlich von Bedeutung | 09261909 |
|                                         | Mietshaus in geschlossener Bebauung | Henricistraße 34 (Karte)                                                          | um 1890 (Mietshaus)                                                 | mit Tordurchfahrt, Klinkerfassade, Treppenhausfenster mit Resten geätzter Verglasung, baugeschichtlich von Bedeutung | 09261420 |
| Weitere Bilder                          | Doppelmietshaus in geschlossener Bebauung | Henricistraße 36; 38 (Karte)                                                      | um 1900 (Doppelmietshaus)                                           | Klinkerfassade, Haustüren mit bleiverglastem Oberlicht, Stuck im Eingangsbereich, baugeschichtlich von Bedeutung | 09261421 |
|                                         | Mietshaus in ehemals geschlossener Bebauung | Holteistraße 13 (Karte)                                                           | um 1890 (Mietshaus)                                                 | mit Tordurchfahrt und Laden, Putzfassade, Ladenfront original, baugeschichtlich von Bedeutung | 09261422 |
|                                         | Tankstellengebäude | Jahnallee 52 (Karte)                                                              | um 1935 (Tankstelle)                                                | Klinkerfassade, baugeschichtlich von Bedeutung, seltenes Zeugnis der Verkehrsentwicklung | 09298762 |
| Weitere Bilder                          | Villa | Jahnallee 54 (Karte)                                                              | 1880–1881 (Villa)                                                   | ehemals mit Garten und Einfriedung, reich gestaltete Klinkerfassade mit Sandsteingliederungen und Fachwerkelementen, mit Turm und Balkons, im Stil des Historismus, Architekt: Bruno Grimm, künstlerisch und baugeschichtlich von Bedeutung, heute Teil des Straßenbahnhofes Angerbrücke | 09261423 |
| Weitere Bilder                          | Straßenbahnhof mit Wagenhalle, Verwaltungsgebäude und Nebengebäude | Jahnallee 56 (Karte)                                                              | 1924–1925 (Straßenbahndepot), 1924–1925 (Verwaltungsgebäude)        | Wagenhalle mit 23 Gleisen, dreistöckiges Verwaltungsgebäude mit Dienstwohnungen, Nebengebäude mit Versammlungssaal, technikgeschichtlich und baugeschichtlich von Bedeutung | 09261424 |
|                                         | Capa-Haus, Doppelmietshaus (mit Luppenstraße 28) in halboffener Bebauung in Ecklage | Jahnallee 61 (Karte)                                                              | 1909–1910 (Mietshaus)                                               | mit Läden und ehemals mit Gaststätte, Putzfassade, Reformstil-Architektur, städtebaulich und baugeschichtlich von Bedeutung In eindrücklich exponierter Ecklage, zwischen einer der wichtigsten Leipziger Ausfallstraßen und einem kleinen Gewässerlauf (Nähe ehemalige Lindenauer Flußbadeanstalt am Kuhburger Wasser), entstand in den Jahren 1909/1910 das „herrschaftliche Wohnhaus“ für den Goldschmied Oskar Menzel jun. nach architektonischem Entwurf von F. Otto Gerstenberger, der zuzüglich für Bauleitung und Statik verantwortlich zeichnete, dazugehörig ist das Nachbarhaus Luppenstraße 28. Über dem Erdgeschoss mit Atelier, Gewerberäumen und Laden waren in jeder Etage zwei großzügige Wohnungen vorgesehen, der Keller diente auch der Unterbringung von Waschhaus und Niederlage. Das gediegene Treppenhaus mit dreieckigem Auge, die Wohnungen u. a. jeweils mit Salon sowie getrennten Räumen für Bad und Klosett. Die repräsentative Putz- und Kunststeinfassade (über sandsteinverblendetem Erdgeschoss) des exponiert stehenden Hauses wirkt weit in die Straßenräume. Im Jahr 1914 Besitzerwechsel an Karl Friedrich Rudolf Fleischhauer in Leutzsch sowie an Dekorationsmaler Adolf Otto Forck. Veränderungen beziehen sich auf den Einbau einer Dachgeschosswohnung 1921 unter Hinzuziehung des Architekten Max Steinmüller und den Einbau eines Konditor-Dampfbackofens im Kellergeschoss 1924 für Reinhold Jäger. Aus dessen „Konditorei und Kaffeehaus des Westens“ wird später die Anger-Tanzbar und später die von der HO betriebene Tanzbar „Melodie“, die in der gesamten Stadt Reputation besaß. Im Jahr 1975 Pläne für deren Umbau in ein Tagescafé. 1929 sind die Gebr. Peschko aus Gohlis mit ihrer Zuckerwaren-, Makronen- und Honigkuchen-Fabrik auf dem Grundstück erwähnt. Seit dem Jahr 2011 ist das Gebäude im überregionalem Bewusstsein der Bevölkerung wegen eines weltweit bekannten Fotos, das einen in den letzten Tagen des 2. Weltkrieges im Gebäude gefallenen Soldaten zeigt. Fotograf dieser Aufnahme ist der Kriegsberichterstatter Capa, 2012 gelang es, Identität und Name des amerikanischen Soldaten ausfindig zu machen. Im Bereich des schräg gegenüber liegenden Straßenbahnhofes hatte der NS-Volkssturm in den Apriltagen 1945 einen verzweifelten und zum Scheitern verurteilten Versuch unternommen, den weiteren Vormarsch der amerikanischen Truppen auf das Leipziger Stadtzentrum zu verhindern. Überregionaler Geschichtswert, Erinnerungswert, Wert für die Volksbildung sowie bauhistorisch von Bedeutung und städtebaulich unverzichtbar. LfD/2012                                                                         | 09261425 |
|                                         | Mietshaus in halboffener Bebauung in Ecklage, mit Gaststätte | Jahnallee 63 (Karte)                                                              | bezeichnet 1899 (Mietshaus)                                         | auch mit Laden, reich gegliederte Klinker-Putz-Fassade, zwei Erker, Ladenfront original, Treppenhausfenster mit Resten farbiger Bleiverglasung, Stuck im Eingangsbereich, baugeschichtlich von Bedeutung | 09261426 |
| Weitere Bilder                          | Doppelmietshaus in geschlossener Bebauung | Jahnallee 65; 67 (Karte)                                                          | bezeichnet 1910 (Doppelmietshaus)                                   | Putzfassade mit Keramikreliefplatten, vier Erker, Reformstil-Architektur, baugeschichtlich von Bedeutung | 09261427 |
| Weitere Bilder                          | Doppelmietshaus in halboffener Bebauung | Jahnallee 69; 71 (Karte)                                                          | bezeichnet 1910 (Doppelmietshaus)                                   | mit Läden, Putzfassade mit Keramikreliefplatten, vier Erker, Ladenfronten original, bleiverglaste Treppenhausfenster, Marmor und Holzpaneele im Eingangsbereich, Reformstil-Architektur, baugeschichtlich von Bedeutung | 09261429 |
| Direkt Bild zu diesem Denkmal hochladen | Handschwengelpumpe mit Brunnenschacht und Abdeckplatte | Karl-Ferlemann-Straße (Karte)                                                     | 1907–1909 (Handschwengelpumpe)                                      | in Ecklage Geraer Straße, Pumpe nicht mehr vorhanden, ortsgeschichtlich von Bedeutung | 09294850 |
|                                         | Mietshaus in geschlossener Bebauung | Karl-Ferlemann-Straße 6 (Karte)                                                   | um 1905 (Mietshaus)                                                 | mit Laden, Klinkerfassade, Stuckkehle im Eingangsbereich, farbig verglaste Treppenhausfenster, baugeschichtlich von Bedeutung | 09261446 |
|                                         | Mietshaus in ursprünglich geschlossener Bebauung und Garagen im Hof | Karl-Ferlemann-Straße 9 (Karte)                                                   | 1888 (Mietshaus), um 1930 (Garagen)                                 | mit Tordurchfahrt, Klinkerfassade, baugeschichtlich von Bedeutung | 09261447 |
|                                         | Mietshaus in geschlossener Bebauung | Karl-Ferlemann-Straße 10 (Karte)                                                  | um 1895 (Mietshaus)                                                 | mit Tordurchfahrt, ehemals mit Laden (Erdgeschoss ehemals um 1930 verändert), Klinkerfassade, baugeschichtlich von Bedeutung | 09261448 |
|                                         | Mietshaus in geschlossener Bebauung (bauliche Einheit mit Nr. 14) | Karl-Ferlemann-Straße 12 (Karte)                                                  | um 1906 (Mietshaus)                                                 | mit Tordurchfahrt, Klinkerfassade, Bleiglasfenster im Treppenhaus, baugeschichtlich von Bedeutung | 09298753 |
|                                         | Mietshaus in geschlossener Bebauung (bauliche Einheit mit Nr. 12) | Karl-Ferlemann-Straße 14 (Karte)                                                  | um 1906 (Mietshaus)                                                 | mit Tordurchfahrt, Klinkerfassade, baugeschichtlich von Bedeutung | 09298752 |
|                                         | Mietshaus in geschlossener Bebauung | Karl-Ferlemann-Straße 16 (Karte)                                                  | um 1900 (Mietshaus)                                                 | mit Tordurchfahrt, ehemals mit Laden, Klinkerfassade, Holzpaneele im Eingangsbereich, baugeschichtlich von Bedeutung | 09261449 |
|                                         | Mietshaus in geschlossener Bebauung | Karl-Ferlemann-Straße 17 (Karte)                                                  | um 1900 (Mietshaus)                                                 | Putzfassade, baugeschichtlich von Bedeutung | 09298751 |
|                                         | Mietshaus in geschlossener Bebauung | Karl-Ferlemann-Straße 18 (Karte)                                                  | nach 1900 (Mietshaus)                                               | mit Hausdurchgang, Putzfassade, geätzte Treppenhausfenster, baugeschichtlich von Bedeutung | 09261450 |
|                                         | Mietshaus in geschlossener Bebauung | Karl-Ferlemann-Straße 19 (Karte)                                                  | um 1895 (Mietshaus)                                                 | mit Tordurchfahrt, Klinkerfassade mit reicher Gliederung, baugeschichtlich von Bedeutung | 09261451 |
|                                         | Mietshaus in geschlossener Bebauung (bauliche Einheit mit Nr. 22) | Karl-Ferlemann-Straße 20 (Karte)                                                  | nach 1900 (Mietshaus)                                               | mit Tordurchfahrt, Klinkerfassade, baugeschichtlich von Bedeutung | 09261452 |
|                                         | Mietshaus in geschlossener Bebauung (bauliche Einheit mit Nr. 20) | Karl-Ferlemann-Straße 22 (Karte)                                                  | nach 1900 (Mietshaus)                                               | Klinkerfassade, geätzte Treppenhausfenster, Holzpaneele und Stuckgliederung im Eingangsbereich, Reste der Windfangtür, baugeschichtlich von Bedeutung | 09261453 |
|                                         | Mietshaus in halboffener Bebauung in Ecklage | Karl-Ferlemann-Straße 23 (Karte)                                                  | um 1895 (Mietshaus)                                                 | mit Hausdurchgang und zwei Treppenhäusern, mit Läden, Klinkerfassade, Holzpaneele in den Eingangsbereichen, baugeschichtlich von Bedeutung | 09261454 |
|                                         | Mietshaus in geschlossener Bebauung | Karl-Ferlemann-Straße 24 (Karte)                                                  | nach 1900 (Mietshaus)                                               | mit Tordurchfahrt und mit Laden, Klinkerfassade, Treppenhausfenster mit Resten geätzter Verglasung, Stuck im Hausdurchgang, baugeschichtlich von Bedeutung | 09261455 |
|                                         | Mietshaus in geschlossener Bebauung | Karl-Ferlemann-Straße 26 (Karte)                                                  | 1905–1906 (Mietshaus)                                               | mit Hausdurchgang, Klinkerfassade, baugeschichtlich von Bedeutung Architekt Carl Fischer und Tischlermeister Otto Schumann beauftragten als Bauherren den Baumeister Carl Gansauge mit der Ausführung der Pläne zu einem Vorderwohngebäude und eine Remise und Pferdestall mit Geschirrkammer. Die Baugenehmigung wurde am 24. Juli 1905 erteilt, am 8. August ging der Bauplatz in den Besitz des Lindenauer Handelsmannes Friedrich Kühling über. Für die statischen Berechnungen ist Maurermeister Julius Jahn aktenkundig. Zum 1. April 1906 erfolgte die Gestattung der Ingebrauchnahme. In der Besitzerfolge können genannt werden Fabrikant Max Fürchtegott Grahl aus Lindenau (ab 1909), Walter Max Grahl (ab 1918), der 1928 das Baugeschäft Hermann Klingner mit Um- und Ausbauarbeiten im Dachgeschoss beauftragte. 1938 werden Ausbesserungsarbeiten und eine Abfärbung an den Fassaden durchgeführt. Der Zweispänner mit Vorplatz, Küche, zwei Stuben und einer bzw. zwei Kammern in der anderen Wohnung. Zwischen klinkerverblendetem Sockel und ebensolcher Fassade in den Obergeschossen liegt das verputzte Erdgeschoss, einige farbige Klinker und Elemente aus Kunststein gliedern den schlichten Jugendstilbau. LfD/2008 | 09302358 |
|                                         | Mietshaus in geschlossener Bebauung | Karl-Ferlemann-Straße 30 (Karte)                                                  | um 1900 (Mietshaus)                                                 | Klinkerfassade, geätzte Treppenhausfenster, baugeschichtlich von Bedeutung | 09261456 |
|                                         | Mietshaus in geschlossener Bebauung in Ecklage | Karl-Ferlemann-Straße 31 (Karte)                                                  | um 1900 (Mietshaus)                                                 | mit Tordurchfahrt, Putzfassade, baugeschichtlich von Bedeutung | 09298749 |
|                                         | Mietshaus in halboffener Bebauung in Ecklage | Karl-Ferlemann-Straße 32 (Karte)                                                  | um 1915 (Mietshaus)                                                 | ehemals mit Eckladen, Putzfassade, Reformstil-Architektur (vergleiche Haus Nummer 37), baugeschichtlich von Bedeutung | 09298747 |
|                                         | Mietshaus in geschlossener Bebauung | Karl-Ferlemann-Straße 33 (Karte)                                                  | um 1895 (Mietshaus)                                                 | mit Tordurchfahrt, Klinkerfassade, baugeschichtlich von Bedeutung | 09261457 |
|                                         | Mietshaus in geschlossener Bebauung in Ecklage | Karl-Ferlemann-Straße 36 (Karte)                                                  | um 1890 (Mietshaus)                                                 | mit Eckladen, historistische Putzfassade, baugeschichtlich von Bedeutung | 09261459 |
|                                         | Mietshaus in geschlossener Bebauung in Ecklage | Karl-Ferlemann-Straße 37 (Karte)                                                  | um 1910 (Mietshaus)                                                 | ehemals mit Eckladen, Putzfassade, bleiverglaste Treppenhausfenster, Reformstil-Architektur (vergleiche Haus Nummer 32), baugeschichtlich von Bedeutung | 09261460 |
|                                         | Mietshaus in geschlossener Bebauung | Karl-Ferlemann-Straße 38 (Karte)                                                  | um 1900 (Mietshaus)                                                 | mit Tordurchfahrt, historistische Putzfassade, baugeschichtlich von Bedeutung | 09298744 |
|                                         | Mietshaus in geschlossener Bebauung | Karl-Ferlemann-Straße 39 (Karte)                                                  | um 1900 (Mietshaus)                                                 | mit Hausdurchgang, Klinkerfassade, baugeschichtlich von Bedeutung | 09298746 |
|                                         | Mietshaus in geschlossener Bebauung (bauliche Einheit mit Nr. 42 und 44) | Karl-Ferlemann-Straße 40 (Karte)                                                  | um 1895 (Mietshaus)                                                 | mit Tordurchfahrt, Putzfassade, baugeschichtlich von Bedeutung | 09261462 |
|                                         | Mietshaus in geschlossener Bebauung | Karl-Ferlemann-Straße 41 (Karte)                                                  | um 1890 (Mietshaus)                                                 | Klinkerfassade, Stuckkehle und Holzpaneele im Eingangsbereich, baugeschichtlich von Bedeutung | 09261463 |
|                                         | Mietshaus in geschlossener Bebauung (bauliche Einheit mit Nr. 40 und 44) | Karl-Ferlemann-Straße 42 (Karte)                                                  | um 1895 (Mietshaus)                                                 | Putzfassade, Holzpaneele und Stuckkehle im Eingangsbereich, Treppenhausfenster mit Resten geätzter Verglasung, baugeschichtlich von Bedeutung | 09261464 |
|                                         | Mietshaus in geschlossener Bebauung (bauliche Einheit mit Nr. 45) | Karl-Ferlemann-Straße 43 (Karte)                                                  | um 1890 (Mietshaus)                                                 | Putzfassade, Holzpaneele und Stuckkehle im Eingangsbereich, baugeschichtlich von Bedeutung | 09261465 |
|                                         | Mietshaus in geschlossener Bebauung (bauliche Einheit mit Nr. 40 und 42) | Karl-Ferlemann-Straße 44 (Karte)                                                  | um 1890 (Mietshaus)                                                 | Putzfassade, Wand- und Deckenstuck im Eingangsbereich, geätzte Treppenhausfenster, baugeschichtlich von Bedeutung | 09261466 |
|                                         | Mietshaus in geschlossener Bebauung (bauliche Einheit mit Nr. 43) | Karl-Ferlemann-Straße 45 (Karte)                                                  | um 1890 (Mietshaus)                                                 | Putzfassade, Stuckkehle im Eingangsbereich, geätzte Treppenhausfenster, baugeschichtlich von Bedeutung | 09261467 |
|                                         | Mietshaus in geschlossener Bebauung | Karl-Ferlemann-Straße 46 (Karte)                                                  | um 1900 (Mietshaus)                                                 | Klinkerfassade, Stuck und Ausmalung im Eingangsbereich, Bemalung Treppenhaus rückseitig, baugeschichtlich von Bedeutung | 09261468 |
|                                         | Mietshaus in geschlossener Bebauung | Karl-Ferlemann-Straße 47 (Karte)                                                  | um 1895 (Mietshaus)                                                 | Klinkerfassade, Stuck und Holzpaneele im Eingangsbereich, baugeschichtlich von Bedeutung | 09261469 |
|                                         | Mietshaus in geschlossener Bebauung | Karl-Ferlemann-Straße 48 (Karte)                                                  | um 1900 (Mietshaus)                                                 | Klinkerfassade, baugeschichtlich von Bedeutung | 09298743 |
|                                         | Mietshaus in geschlossener Bebauung | Karl-Ferlemann-Straße 49 (Karte)                                                  | um 1895 (Mietshaus)                                                 | reich dekorierte Klinkerfassade, Windfangtür, Stuckkehle im Eingangsbereich, baugeschichtlich von Bedeutung | 09261470 |
|                                         | Mietshaus in geschlossener Bebauung | Karl-Ferlemann-Straße 50 (Karte)                                                  | vor 1900 (Mietshaus)                                                | Klinkerfassade, Stuckkehle im Eingangsbereich, baugeschichtlich von Bedeutung | 09261471 |
|                                         | Mietshaus in geschlossener Bebauung | Karl-Ferlemann-Straße 51 (Karte)                                                  | um 1905 (Mietshaus)                                                 | mit Tordurchfahrt, Klinkerfassade, baugeschichtlich von Bedeutung | 09298742 |
|                                         | Mietshaus in geschlossener Bebauung | Karl-Ferlemann-Straße 52 (Karte)                                                  | um 1900 (Mietshaus)                                                 | Klinkerfassade, baugeschichtlich von Bedeutung | 09261472 |
|                                         | Mietshaus in geschlossener Bebauung | Karl-Ferlemann-Straße 53 (Karte)                                                  | um 1895 (Mietshaus)                                                 | ehemals mit Laden, Klinkerfassade, prachtvoller Gründerzeitbau mit opulenter Stuckdekoration, baugeschichtlich von Bedeutung | 09261473 |
|                                         | Mietshaus in geschlossener Bebauung | Karl-Ferlemann-Straße 54 (Karte)                                                  | um 1900 (Mietshaus)                                                 | Klinkerfassade, baugeschichtlich von Bedeutung | 09298741 |
|                                         | Mietshaus in geschlossener Bebauung | Karl-Ferlemann-Straße 55 (Karte)                                                  | um 1895 (Mietshaus)                                                 | Klinkerfassade, Stuckkehle und Ausmalung um 1920 im Eingangsbereich, Treppenhaus mit originaler Ausmalung, baugeschichtlich von Bedeutung | 09261474 |
|                                         | Mietshaus in geschlossener Bebauung | Karl-Ferlemann-Straße 57 (Karte)                                                  | um 1895 (Mietshaus)                                                 | Klinkerfassade, Ausmalung der 1930er Jahre im Innern, baugeschichtlich von Bedeutung | 09261475 |
|                                         | Mietshaus in geschlossener Bebauung | Karl-Ferlemann-Straße 59 (Karte)                                                  | um 1895 (Mietshaus)                                                 | Klinkerfassade, baugeschichtlich von Bedeutung | 09261476 |
| Weitere Bilder                          | Sachgesamtheit „Palmengarten“ | Klingerhain (Karte)                                                               | 1888–1899 (Parkanlage); 1924 (Aufstellung Denkmal)                  | Sachgesamtheit „Palmengarten“: Parkanlage einschließlich des Klingerhains in seiner Raumbildung und Flächengliederung mit Bodenmodellierung, Wegesystem, struktur- und raumbildender Bepflanzung, Brücke mit schmiedeeisernen Geländer und Figurengruppen und Postament des Richard-Wagner-Denkmals; gartenkünstlerisch, städtebaulich und stadtgeschichtliche Bedeutung | 09260852 |
|                                         | Mietshaus in geschlossener Bebauung | Klopstockstraße 1 (Karte)                                                         | um 1910 (Mietshaus)                                                 | Klinkerfassade, baugeschichtlich von Bedeutung | 09298514 |
|                                         | Doppelmietshaus (mit William-Zipperer-Straße 75) in geschlossener Bebauung in Ecklage | Klopstockstraße 2 (Karte)                                                         | um 1907 (Doppelmietshaus)                                           | mit Eckladen, Klinker-Putz-Fassade, baugeschichtlich von Bedeutung | 09261257 |
|                                         | Mietshaus in geschlossener Bebauung | Klopstockstraße 3 (Karte)                                                         | um 1910 (Mietshaus)                                                 | Klinkerfassade, baugeschichtlich von Bedeutung | 09298454 |
|                                         | Mietshaus in geschlossener Bebauung | Klopstockstraße 5 (Karte)                                                         | um 1900 (Mietshaus)                                                 | Klinkerfassade, baugeschichtlich von Bedeutung | 09298455 |
|                                         | Mietshaus in geschlossener Bebauung | Klopstockstraße 7 (Karte)                                                         | um 1900 (Mietshaus)                                                 | Klinkerfassade, baugeschichtlich von Bedeutung | 09298456 |
|                                         | Mietshaus in geschlossener Bebauung | Klopstockstraße 8 (Karte)                                                         | um 1905 (Mietshaus)                                                 | Klinkerfassade, baugeschichtlich von Bedeutung | 09298511 |
|                                         | Mietshaus in geschlossener Bebauung | Klopstockstraße 9 (Karte)                                                         | um 1905 (Mietshaus)                                                 | Klinkerfassade, Holzpaneele und Stuckkehle im Eingangsbereich, Windfangtür, baugeschichtlich von Bedeutung | 09298457 |
|                                         | Mietshaus in geschlossener Bebauung | Klopstockstraße 10 (Karte)                                                        | um 1905 (Mietshaus)                                                 | mit Tordurchfahrt, Klinkerfassade, baugeschichtlich von Bedeutung | 09298512 |
|                                         | Mietshaus in geschlossener Bebauung | Klopstockstraße 11 (Karte)                                                        | um 1905 (Mietshaus)                                                 | Klinkerfassade, baugeschichtlich von Bedeutung | 09261162 |
|                                         | Doppelmietshaus (mit Georg-Schwarze-Straße 58) in geschlossener Bebauung in Ecklage | Klopstockstraße 14 (Karte)                                                        | um 1908 (Doppelmietshaus)                                           | mit Eckladen, Putz-Klinker-Fassade, baugeschichtlich von Bedeutung | 09261562 |
|                                         | Fassade eines ehemaligen Doppelmietshauses (mit Lindenauer Markt 2) in geschlossener Bebauung | Kuhturmstraße 1a (Karte)                                                          | um 1910 (Fassade), 1905/1910 (Doppelmietshaus)                      | Gebäude ehemals mit Tordurchfahrt und Läden, heute Teil eines Einkaufszentrums, Putzfassade, ehemals mit Malerei in der Tordurchfahrt und bleiverglaste Treppenhausfenster, Reformstil-Architektur, baugeschichtlich von Bedeutung | 09261528 |
|                                         | Mietshaus in geschlossener Bebauung | Kuhturmstraße 2 (Karte)                                                           | um 1900 (Mietshaus)                                                 | mit Läden, weiße Verblendziegelfassade, Stuck und Holzpaneele im Eingangsbereich, baugeschichtlich von Bedeutung | 09261521 |
|                                         | Mietshaus in geschlossener Bebauung | Kuhturmstraße 4 (Karte)                                                           | um 1900 (Mietshaus)                                                 | mit Läden, weiße Verblendziegelfassade, im Eingangsbereich Stuckrahmungen mit Landschaftsmalerei, Treppenhausfenster mit Resten farbiger Bleiverglasung, baugeschichtlich von Bedeutung | 09261523 |
|                                         | Mietshaus in geschlossener Bebauung | Kuhturmstraße 6 (Karte)                                                           | um 1900 (Mietshaus)                                                 | mit Läden, Klinkerfassade, Stuck im Eingangsbereich, Windfangtür, Treppenhausfenster mit Resten geätzter Verglasung, baugeschichtlich von Bedeutung | 09261524 |
|                                         | Mietshaus in halboffener Bebauung | Kuhturmstraße 26 (Karte)                                                          | um 1890 (Mietshaus)                                                 | mit Läden, Putzfassade, Stuck im Eingangsbereich, geätzte Treppenhausfenster, baugeschichtlich von Bedeutung | 09261527 |
|                                         | Wohnanlage Kuhturmstraße: Neun Mehrfamilienhäuser einer Wohnanlage (Anschrift: Angerstraße 10/12/14, Kuhturmstraße 31/33/35 und Kutschbachweg 1/2/3), mit zwei Vorgärten, Innenhof mit Wäschetrockenplatz und Garagenanlage (zwei Gebäude, Anschrift: Kutschbachweg 9) | Kuhturmstraße 31; 33; 35 (Karte)                                                  | 1938 (Mehrfamilienwohnhaus), 1938 (Garage)                          | Putzfassaden, bleiverglaste Treppenhausfenster, im traditionalistischen Stil der 1930er Jahre, baugeschichtlich von Bedeutung | 09261128 |
| Direkt Bild zu diesem Denkmal hochladen | Wohnanlage Kuhturmstraße: Neun Mehrfamilienhäuser einer Wohnanlage (Anschrift: Angerstraße 10/12/14, Kuhturmstraße 31/33/35 und Kutschbachweg 1/2/3), mit zwei Vorgärten, Innenhof mit Wäschetrockenplatz und Garagenanlage (zwei Gebäude, Anschrift: Kutschbachweg 9) | Kutschbachweg 1; 2; 3 (Karte)                                                     | 1938 (Mehrfamilienwohnhaus), 1938 (Garage)                          | Putzfassaden, bleiverglaste Treppenhausfenster, im traditionalistischen Stil der 1930er Jahre, baugeschichtlich von Bedeutung | 09261128 |
| Direkt Bild zu diesem Denkmal hochladen | Wohnanlage Kuhturmstraße: Neun Mehrfamilienhäuser einer Wohnanlage (Anschrift: Angerstraße 10/12/14, Kuhturmstraße 31/33/35 und Kutschbachweg 1/2/3), mit zwei Vorgärten, Innenhof mit Wäschetrockenplatz und Garagenanlage (zwei Gebäude, Anschrift: Kutschbachweg 9) | Kutschbachweg 9 (Karte)                                                           | 1938 (Mehrfamilienwohnhaus), 1938 (Garage)                          | Putzfassaden, bleiverglaste Treppenhausfenster, im traditionalistischen Stil der 1930er Jahre, baugeschichtlich von Bedeutung | 09261128 |
|                                         | Mietshaus in geschlossener Bebauung und Hofgebäude | Lindenauer Markt 1 (Karte)                                                        | 1888–1889 (Mietshaus), 1888 (Hinterhaus)                            | mit Läden, Klinkerfassade, eiserne Maueranker, Holzpaneele im Eingangsbereich, städtebaulich und baugeschichtlich von Bedeutung | 09298474 |
|                                         | Fassade eines ehemaligen Doppelmietshauses (mit Kuhturmstraße 1a) in geschlossener Bebauung in Ecklage | Lindenauer Markt 2 (Karte)                                                        | um 1910 (Fassade)                                                   | ursprünglich mit Tordurchfahrt und Läden, heute Teil eines Einkaufszentrums, Putzfassade, Reformstil-Architektur, städtebaulich und baugeschichtlich von Bedeutung | 09261529 |
|                                         | Mietshaus in geschlossener Bebauung und Hofgebäude | Lindenauer Markt 3 (Karte)                                                        | 1888 (Mietshaus), 1888 (Nebengebäude)                               | mit Läden, Putzfassade, geätzte Treppenhausfenster, Windfangtür, eisernes Treppenhaus, städtebaulich und baugeschichtlich von Bedeutung | 09261530 |
|                                         | Fassade eines Wohn- und Geschäftshauses in geschlossener Bebauung | Lindenauer Markt 4 (Karte)                                                        | um 1900 (Fassade)                                                   | platzbildprägende Klinkerfassade, Gebäude heute in einen Supermarkt eingebaut, dabei nur die Fassade erhalten, städtebaulich und baugeschichtlich von Bedeutung | 09261531 |
|                                         | Mietshaus in geschlossener Bebauung und Gedenktafel | Lindenauer Markt 5 (Karte)                                                        | um 1885 (Mietshaus)                                                 | Gebäude mit Tordurchfahrt und Laden, klassisch gegliederte historistische Putzfassade, Geburtshaus des Bildhauers und Dichters Kurt Kluge (1886–1940), Travertinsteintafel zur Erinnerung am Haus, städtebaulich, baugeschichtlich und personengeschichtlich von Bedeutung | 09261532 |
|                                         | Mietshaus in geschlossener Bebauung | Lindenauer Markt 7 (Karte)                                                        | um 1885 (Mietshaus)                                                 | mit Tordurchfahrt und mit Laden, Putzfassade, preußische Kappen in der Tordurchfahrt, städtebaulich und baugeschichtlich von Bedeutung | 09298475 |
|                                         | Mietshaus in geschlossener Bebauung | Lindenauer Markt 9 (Karte)                                                        | um 1885 (Mietshaus)                                                 | mit Tordurchfahrt und mit Laden, Putzfassade, preußische Kappen in der Tordurchfahrt, städtebaulich und baugeschichtlich von Bedeutung | 09298476 |
|                                         | Mietshaus (Lindenauer Markt 10) in geschlossener Bebauung und Hinterhaus (Henricistraße 5) | Lindenauer Markt 10 (Karte)                                                       | 1886 (Mietshaus)                                                    | Vorderhaus mit Läden, Klinkerfassade, zwei Erker, städtebaulich und baugeschichtlich von Bedeutung | 09261533 |
|                                         | Mietshaus in geschlossener Bebauung in Ecklage | Lindenauer Markt 11 (Karte)                                                       | um 1900 (Mietshaus)                                                 | mit Laden und Eckladen, Klinkerfassade, Stuckkehle im Eingangsbereich, Laden original, städtebaulich und baugeschichtlich von Bedeutung | 09261534 |
|                                         | Mietshaus in geschlossener Bebauung | Lindenauer Markt 12 (Karte)                                                       | um 1930 (Mietshaus)                                                 | mit Läden, Putzfassade, zwei Erker, typische Architektur der 1920er Jahre, städtebaulich und baugeschichtlich von Bedeutung | 09261535 |
|                                         | Fassade eines Mietshauses in ehemals geschlossener Bebauung in Ecklage | Lindenauer Markt 13a (Karte)                                                      | um 1900 (Fassade)                                                   | Klinkerfassade (Gebäude dahinter Neubau), Läden ehemals original, städtebaulich und baugeschichtlich von Bedeutung | 09261536 |
|                                         | Mietshaus in geschlossener Bebauung | Lindenauer Markt 14 (Karte)                                                       | 1912 (Mietshaus)                                                    | mit Laden, Putzfassade, Stuck und Terrazzo im Eingangsbereich, Reformstil-Architektur, städtebaulich und baugeschichtlich von Bedeutung | 09261537 |
|                                         | Mietshaus in geschlossener Bebauung | Lindenauer Markt 16 (Karte)                                                       | um 1870 (Mietshaus)                                                 | mit Tordurchfahrt und mit Läden, reduzierte Putzfassade, städtebaulich und ortsentwicklungsgeschichtlich von Bedeutung | 09292220 |
|                                         | Wohn- und Geschäftshaus in geschlossener Bebauung | Lindenauer Markt 18 (Karte)                                                       | um 1905 (Wohn- und Geschäftshaus)                                   | mit Tordurchfahrt, repräsentative Sandsteinfassade, zwei Erker, Gewölbe in der Tordurchfahrt, Marmortreppe als Hauszugang, im Stil des Späthistorismus, städtebaulich und baugeschichtlich von Bedeutung | 09261538 |
| Weitere Bilder                          | Mietshaus in halboffener Bebauung | Lindenauer Markt 19a (Karte)                                                      | um 1912 (Mietshaus)                                                 | mit Läden, Putzfassade, Windfangtür, Treppenhausfenster mit einfarbiger Verglasung, Reformstil-Architektur, städtebaulich und baugeschichtlich von Bedeutung | 09261539 |
|                                         | Mietshaus in geschlossener Bebauung | Lindenauer Markt 20 (Karte)                                                       | 1882 (Mietshaus)                                                    | mit Hausdurchgang, mit Laden, Putzfassade, Holzpaneele im Hausdurchgang, städtebaulich und baugeschichtlich von Bedeutung Stall- und Wirtschaftsgebäude wurden samt dem traufständig zum Markt gerichteten Wohnhaus 1882 durch ein Wohngebäude für den Buchbinder und Buchbindereibesitzer Oswald Wolf ersetzt. Entwurf und Ausführung übernahm der Maurermeister Carl Brömme. Im Erdgeschoss kam eine Ladenwohnung nebst Buchbinderei zur Einrichtung – die Obergeschosse enthielten jeweils zwei Wohnungen mit zwei Stuben, zwei Kammern sowie Küche, Korridor und Toiletten über die Treppe. Umbauten sind zunächst aktenkundig für das Jahr 1908: Parterre und 1. Obergeschoss. Im Jahr 1912 Herrichtung des ebenerdigen Stockwerks für die Deutsche Creditanstalt, Umbau des Daches, Balkonanbau auf der Hofseite und Einbau von Wasserspülaborten. Neuerlicher Erdgeschossumbau 1922 bis 1923 (Depositenkasse) und Einbau einer Stahlkammer im Keller für die Commerz- und Privatbank AG Filiale Leipzig durch die Architekten Richard Tschammer und Arno Caroli. 1995 war der Anbau eine hofseitigen Personenaufzuges im Gespräch und 1996 die Instandsetzung von Dach und Fassade. Letzte Sanierung 2013. Im Inneren sind Ausstattungselemente original erhalten, unter anderem auch die von der ehemaligen Bankfiliale in den Keller führende Verbindungstreppe. Städtebaulich wichtiger Bestandteil des Ensembles am Lindenauer Markt, ortsgeschichtlich und baugeschichtlich bedeutsam. LfD/2013 | 09261101 |
| Weitere Bilder                          | Theaterbau in halboffener Bebauung, ehemaliges Hotel, mit Saalanbau | Lindenauer Markt 21 (Karte)                                                       | bezeichnet 1911 (Theater)                                           | Putzfassade, Reste der Ausstattung und des Mobiliars, Reformstil-Architektur, ortsgeschichtlich, städtebaulich und baugeschichtlich von Bedeutung | 09261540 |
|                                         | Fabrikgebäude (Nr. 1) in Ecklage, mit Remisengebäude (Nr. 1a) | Luppenstraße 1; 1a (Karte)                                                        | um 1890 (Fabrikgebäude)                                             | Klinkerbauten, eisernes Treppenhaus, ortsgeschichtlich und baugeschichtlich von Bedeutung | 09261543 |
|                                         | Mietshaus in geschlossener Bebauung | Luppenstraße 2 (Karte)                                                            | um 1880 (Mietshaus)                                                 | Putz-Klinker-Fassade, baugeschichtlich von Bedeutung | 09298518 |
|                                         | Mietshaus (mit drei Eingängen) in ehemals halboffener Bebauung und Fabrikgebäude im Hof (bei Nr. 5) | Luppenstraße 5; 7; 9 (Karte)                                                      | 1910–1911 (Mietshaus)                                               | Nummer 5 mit Tordurchfahrt, Mietshäuser bilden Wohnanlage mit Jahnallee 65–71, Putzbauten, bleiverglaste Treppenhausfenster, Stuckmarmor im Eingangsbereich, Reformstil-Architektur, baugeschichtlich von Bedeutung | 09261546 |
|                                         | Mietshaus in ehemals halboffener Bebauung in Ecklage | Luppenstraße 8 (Karte)                                                            | 1889 (Mietshaus)                                                    | wohl ehemals mit Eckladen, Putzfassade, baugeschichtlich von Bedeutung Auf dem ehemaligen Areal der Gebrüder Nagel entstanden drei Mietshäuser durch den Bauunternehmer und Restaurateur August Karl Winkler. Für das Eckwohnhaus – innerhalb des Jahres 1889 errichtet – zeichnete Maurermeister Aug. Heilemann (schwer lesbar) verantwortlich, aus seiner Hand vermutlich auch der Entwurf. Sanierung und Balkonanbau zwischen 1998 und 2000 durch Fa. Goebels & Roling aus Aachen nach Plänen von Helmut Schimmel aus Leipzig. Jede Etage enthielt drei Wohnungen mit Stube, zwei Kammern, Küche mit Speisekammer, Korridor, Privet, im Erdgeschoss ehemals zwei Läden. Der Mietshausbau dreigeschossig mit Mansardgeschoss. Streng konzipierte Putzfassade mit historischem Stuckdekor, hierbei der Eck- und der Seitenrisalit besonders hervor gehoben. LfD/2007 | 09294982 |
|                                         | Mietshaus in halboffener Bebauung | Luppenstraße 14 (Karte)                                                           | um 1885 (Mietshaus)                                                 | Putzfassade, baugeschichtlich von Bedeutung | 09298519 |
|                                         | Mietshaus in halboffener Bebauung | Luppenstraße 20 (Karte)                                                           | 1890–1893 (Mietshaus)                                               | Putzfassade, Stuckkehle und Windfangtür mit geätzter Verglasung im Eingangsbereich, baugeschichtlich von Bedeutung Auf dem an der Luppe gelegenen Grundstück einer 1872 errichteten Fabrik zur Herstellung von Essenzen – Fabrik ätherischer Öle Edlich & Heppe – ließ ab 1890 der Privatmann Carl August Winkler ein Mietshaus sowie ein heute nicht mehr vorhandenes Hinterhaus erbauen. Die Fertigstellung erfolgte erst 1893 unter dem neuen Eigentümer, dem Maurermeister Ernst Dreyßig. Sanierung und wenig glücklicher Dachgeschossausbau des am Ende der Stichstraße stehenden Vorderhauses 1994/1995, zur gleichen Zeit Abbruch eines pittoresken hölzernen Gartenpavillons. Besondere architektonische Gestaltung erfuhren die beiden mittleren Geschosse durch kräftige Fensterverdachungen mit gründerzeitlicher Stuckdekoration. LfD/2006 | 09261548 |
|                                         | Mietshaus in geschlossener Bebauung | Luppenstraße 20b (Karte)                                                          | um 1885 (Mietshaus)                                                 | mit Tordurchfahrt, Putzfassade, geätzte Treppenhausfenster, baugeschichtlich von Bedeutung | 09261549 |
|                                         | Fabrikantenvilla (Nr. 24e) und Fabrikgebäude (Nr. 24–24d) im Hof | Luppenstraße 24; 24a; 24b; 24c; 24d; 24e (Karte)                                  | bezeichnet 1876 (Fabrikantenvilla), bezeichnet 1876 (Fabrikgebäude) | Villa mit historistischer Putzfassade, noch von klassizistischer Wirkung, Fabrikgebäude Klinkerbauten, ortsgeschichtlich und baugeschichtlich von Bedeutung | 09261550 |
|                                         | Mietshaus in halboffener Bebauung | Luppenstraße 26 (Karte)                                                           | 1910–1911 (Mietshaus)                                               | Putzfassade, Treppenhausfenster mit Resten farbiger Bleiverglasung, Reformstil-Architektur, baugeschichtlich von Bedeutung Architekt F. Otto Gerstenberger lieferte für den Zimmermeister Otto Fritzsche im März 1910 die Entwürfe für ein Mietshaus, deren Umsetzung durch Fa. Martin May bis Februar 1911 währte. Im gleichen Jahr Eigentumsübergang an Bürovorsteher Carl Wilhelm Thater, nach dessen Tod an Ida Frieda verw. Thater geb. Laue (1922). Diese stellte im Dezember 1926 Bauantrag für ein eingeschossiges Hintergebäude (Wäscherolle und Lagerraum) und verpflichtete dafür Baumeister Kurt Richter. Jeweils zwei Dreiraumwohnungen mit Innencloset, Küche, Kammer, Bad und hofseitiger Veranda verbergen sich hinter der verputzen Reformstilfassade mit dreiachsigem Zwerchhaus und einer Verzierung durch vorgefertigte Kunststeinformteile. Die Ausstattung ist weitgehend original erhalten, u. a. die Haustür und fast alle Fenster. Städtebaulich und baugeschichtlich bedeutsam. LfD/2012 | 09261552 |
|                                         | Doppelmietshaus (mit Jahnallee 61) in halboffener Bebauung | Luppenstraße 28 (Karte)                                                           | 1909–1911 (Mietshaus)                                               | mit Laden, Putzfassade, Marmorverkleidung und Stuck im Eingangsbereich, Windfangtür mit geschliffenem Glas, Reformstil-Architektur, städtebaulich und baugeschichtlich von Bedeutung Goldschmied Otto Oskar Menzel jun. investierte in das von Architekt F. Otto Gerstenberger 1909 erstellte Projekt der Errichtung eines herrschaftlichen Wohnhauses, als einheitliches Ensemble mit dem wirkungsvollen Kopfbau Jahnallee 61. Die Ausführung in den beiden Folgejahren erledigte Baugeschäftsinhaber und Architekt Martin May aus Möckern. Bereits 1911 ist Clara ehl. Kaufmann geb. Schauer Besitzerin des Grundstücks, das nach Zwangsversteigerung 1916 übergeht an Fortbildungslehrer Ernst Adolf Grunert, Dr. med. Arthur Schauer sowie den Spar- und Vorschußverein Leipzig-Reudnitz eGmbH. Später wird auch der Kaufmann Carl Hermann Friedrich als Eigentümer erwähnt. Eine zweite Dachgeschosswohnung wird 1921 beantragt und 1934 ein Neuverputz der Fassade. Hinter der repräsentativen Reformstilfassade liegen pro Etage zwei großzügige Wohnungen u. a. mit innenliegenden Bädern, hofseitigen Austritten, straßenseitigen Balkonen jeweils neben dem über drei Etagen reichenden Kastenerker und einer Mädchenkammer. Der Laden des Erdgeschosses war zeitweise an den Inhaber der bekannten Palmen-Drogerie Johannes Thiele vergeben. Ein Mieter im Haus war beispielsweise in den 1920er Jahren Julius Krieger, Inhaber einer Corsetfabrik in Plagwitz mit eigenem Laden in der Leipziger Innenstadt. Ein mächtiger Kastenerker mit Vertikalgliederung prägt die axialsymmetrisch aufgebaute Putzfassade über einem bis ins Erdgeschoss gezogenen Sandsteinsockel, erhalten ist die qualitätvolle Innenausstattung. Städtebaulich unverzichtbar sowie baugeschichtlich und im Ensemble mit Nummer 61 auch mit überregionalem Geschichtswert. LfD/2012 | 09261553 |
| Direkt Bild zu diesem Denkmal hochladen | Deutsche Bahn AG; Eisenbahnbrücke Lützner Straße: Eisenbahnbrücke | Lützner Straße (Karte)                                                            | um 1885 (Eisenbahnbrücke)                                           | technisches Denkmal, ortsgeschichtlich bedeutsam für die industrielle Erschließung des Leipziger Westens | 09261612 |
| Direkt Bild zu diesem Denkmal hochladen | Treppenaufgang zu einem Bahnsteig und Reste der Einfriedung | Lützner Straße (Karte)                                                            | um 1905 (Treppenanlage)                                             | vor der Eisenbahnbrücke nahe der Dürrenberger Straße, baugeschichtlich von Bedeutung | 09261613 |
|                                         | Mietshaus in geschlossener Bebauung in Ecklage (bauliche Einheit mit Zschochersche Straße 2a/2b/2c/2d und Lützner Straße 2a) | Lützner Straße 2 (Karte)                                                          | um 1910 (Mietshaus)                                                 | ehemals mit Laden, Putzfassade, bleiverglaste Treppenhausfenster, baugeschichtlich von Bedeutung | 09261554 |
|                                         | Mietshaus in geschlossener Bebauung (bauliche Einheit mit Zschochersche Straße 2a/2b/2c/2d und Lützner Straße 2) | Lützner Straße 2a (Karte)                                                         | um 1910 (Mietshaus)                                                 | mit Tordurchfahrt, Putzfassade, bleiverglaste Treppenhausfenster, baugeschichtlich von Bedeutung | 09261555 |
|                                         | Mietshaus in geschlossener Bebauung | Lützner Straße 6 (Karte)                                                          | um 1910 (Mietshaus)                                                 | Putzfassade, Stuckmarmor im Eingangsbereich, bleiverglaste Treppenhausfenster, Reformstil-Architektur, baugeschichtlich von Bedeutung | 09261557 |
|                                         | Mietshaus in geschlossener Bebauung | Lützner Straße 10 (Karte)                                                         | um 1900 (Mietshaus)                                                 | Klinkerfassade, baugeschichtlich von Bedeutung | 09261560 |
|                                         | Mietshaus in geschlossener Bebauung | Lützner Straße 14 (Karte)                                                         | um 1870 (Mietshaus)                                                 | mit Tordurchfahrt, Putz-Klinker-Fassade, baugeschichtlich von Bedeutung | 09261563 |
|                                         | Mietshaus in geschlossener Bebauung | Lützner Straße 16 (Karte)                                                         | um 1900 (Mietshaus)                                                 | mit Tordurchfahrt, Klinkerfassade, Stuckfelder in der Tordurchfahrt, geätzte Treppenhausfenster, baugeschichtlich von Bedeutung | 09261565 |
|                                         | Mietshaus in geschlossener Bebauung, mit Hinterhaus und Waschhaus | Lützner Straße 16b (Karte)                                                        | um 1900 (Mietshaus)                                                 | Vorderhaus mit Tordurchfahrt, Klinker-Putz-Fassade, Holzpaneele in der Tordurchfahrt, baugeschichtlich von Bedeutung | 09261566 |
| Direkt Bild zu diesem Denkmal hochladen | Mietshaus in geschlossener Bebauung | Lützner Straße 18 (Karte)                                                         | 1889–1891 (Mietshaus)                                               | mit Tordurchfahrt, Putzfassade, städtebaulich und baugeschichtlich von Bedeutung Den Bauantrag für das Mietshaus stellte am 22. August 1889 Herr Friedrich Wilhelm Oskar Paasche, der Entwurf trägt die Unterschrift von Architekt Richard Pötzsch. Infolge des Besitzerwechsels noch während der Bauarbeiten an den Maurermeister Franz Bettzieche (22. Dezember 1890) wurde statt einer Bäckerei im Hof ein Nebengebäude mit Stall sowie Remise mit Heuboden errichtet. Die Fertigstellung des Vorderhauses datiert vom 30. September 1891, zwei Jahre später bezog Klempnermeister August Schurig ein neues hofseitiges Werkstattgebäude. Einer Vertikaltendenz des fünfgeschossigen Mietshauses wird durch betonte Seitenachsen mit gekuppelten Fenstern sowie Stockgesimsen, durchgezogenen Sohlbänken und in die Breite gedehnten Fensterverdachungen gegengesteuert. Die Putzfassade ist feinsinnig und aufwändig durch historistische Putz- und Stuckformen dekoriert und jede Etage anders gestaltet. Während die Wohnräume zur Lützner Straße und damit nach Süden gerichtet sind, nimmt die unbesonnte Hoffront den vorstehenden Treppenhausrisalit sowie jeweils Küche und Kammer auf. Originale Ausstattung, der 1893 initiierte Ladeneinbau wurde bereits 1910 zu Wohnzwecken umgenutzt. LfD/2005 | 09298484 |
|                                         | Mietshaus in geschlossener Bebauung | Lützner Straße 22 (Karte)                                                         | um 1895 (Mietshaus)                                                 | mit Hausdurchgang und ehemals mit Läden, Putzfassade, preußische Kappen im Hausdurchgang, baugeschichtlich von Bedeutung | 09298483 |
|                                         | Mietshaus in geschlossener Bebauung | Lützner Straße 24 (Karte)                                                         | um 1900 (Mietshaus)                                                 | mit Tordurchfahrt, mit Laden, Klinkerfassade, baugeschichtlich von Bedeutung | 09261571 |
|                                         | Mietshaus in geschlossener Bebauung | Lützner Straße 26 (Karte)                                                         | um 1905 (Mietshaus)                                                 | mit Tordurchfahrt, mit Laden, Klinkerfassade, Tor um 1929, baugeschichtlich von Bedeutung | 09298482 |
| Weitere Bilder                          | Mietshaus in geschlossener Bebauung | Lützner Straße 28 (Karte)                                                         | 1897 (Mietshaus)                                                    | mit Tordurchfahrt, mit Laden, Klinkerfassade, Erker, Windfangtür mit geätztem Oberlicht, Treppenhausauge, Stuck in der Tordurchfahrt, baugeschichtlich von Bedeutung Erst ein dritter Fassadenentwurf für das Mietshaus kam zur Ausführung: 1897–1898 für den Bauherren Carl Ernst Möbius, der den Architekten G. Geyer für Entwurf und die statischen Berechnungen verpflichtet hatte. An den nicht umgesetzten Planungsvorhaben der Jahre 1890 und 1891 waren Architekt J. Ludwig und Architekt Gustav Hempel beteiligt. Nunmehr aber entstand ein viergeschossiges Vorderhaus sowie ein Geschäftshaus im Hof nebst einem Verbindungsbau. Um die Ausführung kümmerte sich die Fa. Ohme und Bechert. Über der Durchfahrt und Ladenzone im Parterre liegen drei Wohnetagen sowie das Dachgeschoss mit einer ausgebauten Hausmannswohnung. Die freundliche Klinkerfassade der oberen Stockwerke wird akzentuiert durch einen Polygonalerker, einen schwach vortretenden Risalit mit Drillingsfenstern, strenge Fensterrahmungen und wenig historistischen Dekor, dieser findet neben dem Erker und dem Risalit vor allem an der Traufe Verwendung. Im Hintergebäude war langjährig die Geschäftsbücherfabrik und Buchdruckerei Messerschmidt & Falk ansässig. Ende Februar 1914 wurde durch Richard Großmann der Antrag gestellt „zur Erlangung der Konzession zum Halten religiöser Vorträge“. Im Mai 1915 ist ein Brand im Obergeschoss erwähnt, in der Küche der städtischen Speiseanstalt. In den 1920er Jahren mietete die Wäschefabrik Adolf Herold das Seitengebäude. Das Mietshaus im geschlossenen Straßenzug ist ein wichtiges baugeschichtliches und ortsentwicklungsgeschichtliches Zeugnis in Lindenau. LfD/2014 | 09298481 |
| Weitere Bilder                          | Mietshaus in geschlossener Bebauung in Ecklage | Lützner Straße 30 (Karte)                                                         | um 1900 (Mietshaus)                                                 | mit Eckladen und Laden, Klinkerfassade, Eckerker, Ladentür original, baugeschichtlich von Bedeutung | 09261574 |
|                                         | Mietshaus in geschlossener Bebauung | Lützner Straße 32 (Karte)                                                         | um 1895 (Mietshaus)                                                 | mit Laden, Klinkerfassade, Ladenfront original, baugeschichtlich von Bedeutung | 09298480 |
|                                         | Mietshaus in geschlossener Bebauung | Lützner Straße 34 (Karte)                                                         | um 1900 (Mietshaus)                                                 | mit zwei Treppenhäusern auf der Hofseite, Klinkerfassade, Stuckkehle im Eingangsbereich, baugeschichtlich von Bedeutung | 09261577 |
|                                         | Mietshaus in geschlossener Bebauung | Lützner Straße 36 (Karte)                                                         | um 1890 (Mietshaus)                                                 | mit Tordurchfahrt, mit Laden, Putzfassade, preußische Kappen in der Tordurchfahrt, baugeschichtlich von Bedeutung | 09298479 |
|                                         | Mietshaus in geschlossener Bebauung | Lützner Straße 38 (Karte)                                                         | 1895 (Mietshaus)                                                    | Klinkerfassade, reizvoller Historismusbau im geschlossenen Karree, baugeschichtlich und ortsentwicklungsgeschichtlich von Bedeutung Insgesamt vier Entwürfe wurden für ein auf dem Grundstück zu errichtendes Wohngebäude gefertigt, unter anderem von Wilhelm Alfred Krobitzsch und Baumeister H. Altendorff. Zur Ausführung kam ein nunmehr nur viergeschossiger Bau mit Klinkerfassade über verputztem Erdgeschoss, einer „klassischen“ Betonung der zwei mittleren Etagen sowie der beiden seitlichen Achsen durch aufwändigere Fensterrahmungen und Stuckdekoration. Ein Blickfang u. a. die Traufe, bestehend aus Stuckkonsolen mit Akanthusblattmotiven und einem durchlaufenden Zahnschnittfries. Das Gebäude entstand 1895 für den Möbelhändler Friedrich Wilhelm Lange als Zweispänner. Im Februar 1994 wurde die Baugenehmigung ausgereicht für einen Erdgeschossumbau und Ende 2006 für den Anbau hofseitiger Balkone. Von den zahlreichen Eigentümern vor dem Zweiten Weltkrieg soll der Holzbildhauermeister Georg Karl Krause genannt werden (1902–1911). Reizvoller Historismusbau im geschlossenen Karree, baugeschichtlich und ortsentwicklungsgeschichtlich von Bedeutung. LfD/2013 | 09304999 |
|                                         | Mietshaus in geschlossener Bebauung | Lützner Straße 46 (Karte)                                                         | um 1905 (Mietshaus)                                                 | mit Tordurchfahrt und mit Laden, Klinkerfassade, baugeschichtlich von Bedeutung | 09261584 |
|                                         | Mietshaus in ehemals geschlossener Bebauung | Lützner Straße 60 (Karte)                                                         | um 1910 (Mietshaus)                                                 | mit Tordurchfahrt und Läden, Putzfassade, breiter Erker, Haustür mit geschliffenem Glas, Treppenhausfenster mit Resten farbiger Bleiverglasung, Stuck im Eingangsbereich, Reformstil-Architektur, baugeschichtlich von Bedeutung | 09261587 |
|                                         | Mietshaus in geschlossener Bebauung | Lützner Straße 62 (Karte)                                                         | um 1905 (Mietshaus)                                                 | mit Laden, Klinker-Putz-Fassade, Stuck und Holzpaneele im Eingangsbereich, Windfangtür, baugeschichtlich von Bedeutung | 09261589 |
|                                         | Doppelmietshaus in geschlossener Bebauung | Lützner Straße 66; 68 (Karte)                                                     | um 1905 (Doppelmietshaus)                                           | mit Läden, Klinkerfassade, Stuckkehle und Holztäfelung im Eingangsbereich sowie Windfangtür mit originaler Verglasung bei Nummer 66, bleiverglaste Treppenhausfenster, baugeschichtlich von Bedeutung | 09261590 |
|                                         | Kaufhaus EPA (Einheitspreis AG): Kaufhaus (Anschrift: Lützner Straße 70 und Gemeindeamtsstraße 19) in halboffener Bebauung in Ecklage | Lützner Straße 70 (Karte)                                                         | 1930–1935 (Kaufhaus)                                                | Kunststeinfassade, im Stil der 1920er/1930er Jahre, baugeschichtlich von Bedeutung | 09261593 |
|                                         | Mietshaus in geschlossener Bebauung | Lützner Straße 74 (Karte)                                                         | um 1890 (Mietshaus)                                                 | mit Tordurchfahrt und mit Läden, Putzfassade, preußische Kappen in der Tordurchfahrt, baugeschichtlich von Bedeutung | 09298718 |
|                                         | Mietshaus in geschlossener Bebauung | Lützner Straße 76 (Karte)                                                         | um 1895 (Mietshaus)                                                 | mit Tordurchfahrt und Läden, Klinkerfassade, eiserne Maueranker, baugeschichtlich von Bedeutung | 09261595 |
|                                         | Mietshaus in geschlossener Bebauung | Lützner Straße 78 (Karte)                                                         | um 1900 (Mietshaus)                                                 | mit Tordurchfahrt, Klinkerfassade, baugeschichtlich von Bedeutung | 09298719 |
|                                         | Mietshaus in geschlossener Bebauung | Lützner Straße 80 (Karte)                                                         | um 1895 (Mietshaus)                                                 | Klinkerfassade, Holzpaneele, Stuckkehle und Reliefs im Eingangsbereich, Windfangtür, farbiges Ätzglas im Treppenhaus, baugeschichtlich von Bedeutung | 09298720 |
|                                         | Zwei aneinandergebaute Fabrikgebäude, rückwärtig im Grundstück | Lützner Straße 84 (Karte)                                                         | 1902–1903, Glaserei (Fabrik)                                        | ehemals zu Demmeringstraße 51 und 53 gehörig, Klinkerfassade, ehemals Glaserei (Demmeringstraße 53) und Kunstschmiede/Bauschlosserei (Demmeringstraße 51), ortsgeschichtlich und baugeschichtlich von Bedeutung | 09302856 |
| Direkt Bild zu diesem Denkmal hochladen | Mietshaus in geschlossener Bebauung und Hofgebäude | Lützner Straße 86 (Karte)                                                         | um 1905 (Mietshaus); um 1910, Fabrikgebäude (Hinterhaus)            | das Mietshaus in geschlossener Bebauung nach Teileinsturz 2010 abgebrochen, Putz-Klinker-Fassade, Reformstil-Architektur, baugeschichtlich von Bedeutung, auch das Hofgebäude vor 2013 abgebrochen | 09261597 |
|                                         | Preußische Kaserne; später Rahmen-Spiegel-Leisten- und Möbelfabrik Max Daehne: Ehemalige Militärkaserne, später Fabrik | Lützner Straße 92 (Karte)                                                         | 1873 (Kaserne)                                                      | Putzfassade, von der Straße zurückgesetzt, Mittelgang im Inneren erhalten, ortsgeschichtlich von Bedeutung | 09261599 |
|                                         | Mietshaus in halboffener Bebauung | Lützner Straße 96 (Karte)                                                         | um 1905 (Mietshaus)                                                 | Klinkerfassade, Wand- und Deckenstuck, Windfangtür, baugeschichtlich von Bedeutung | 09261601 |
| Weitere Bilder                          | Lackfabrik Gustav Leuchte Nachf. (ehem.): Mietshaus in geschlossener Bebauung und Fabrikgebäude im Hof | Lützner Straße 98 (Karte)                                                         | um 1905 (Mietshaus)                                                 | Vorderhaus mit Tordurchfahrt, Klinkerfassade, Treppenhausfenster mit Resten farbiger Verglasung, ortsentwicklungsgeschichtlich und baugeschichtlich von Bedeutung | 09261602 |
|                                         | Mietshaus in ehemals geschlossener Bebauung | Lützner Straße 100 (Karte)                                                        | um 1905 (Mietshaus)                                                 | mit Laden, Klinkerfassade, Ladenfront original, Stuckgliederung im Eingangsbereich, Windfangtür, baugeschichtlich von Bedeutung | 09261604 |
|                                         | Leipziger Trikotagenfabrik (ehem.): Fabrikgebäude (Anschrift: Lützner Straße 102/104 und Demmeringstraße 71) in offener Bebauung | Lützner Straße 102; 104 (Karte)                                                   | um 1895 (Fabrik)                                                    | U- förmige Fabrikanlage, Klinkerfassade, ortsgeschichtlich und industriegeschichtlich von Bedeutung, Zeugnis der Industrialisierung im Leipziger Westen | 09261606 |
|                                         | Mietshaus in halboffener Bebauung | Lützner Straße 116 (Karte)                                                        | 1908–1909 (Mietshaus)                                               | Putzfassade, baugeschichtlich von Bedeutung 1868 wurde auf dem recht großen Grundstück ein eingeschossiges Wohnhaus für den Gärtnereibesitzer Ferdinand Ernst Merker durch den Zimmermeister Friedrich Pätzig erbaut und in den Folgejahren zahlreiche Gärtnereigebäude, insbesondere Erdhäuser (Gewächshäuser) erbaut. Hierbei waren neben Pätzig beteiligt der Maurermeister Julius Langrodt, Maurermeister Brömme, die Maschinenschlosserei Theodor Zimmermann. Im Sommer 1899 ging das Grundstück in Hände der Emilie Bertha verwitwete Merker geb. Schlieder über. Diese ließ zwei Baustellen abstecken und Wohngebäude aufführen, zunächst das schmale Haus Lützner Straße 116 in den Jahren 1908 bis 1909, wofür Baumeister Ernst Schlieder aus Leipzig-Gohlis unter Vertrag genommen wurde. Auch das angrenzende Grundstück sowie das benachbarte zur Demmeringstraße gehörte Gärtnereibesitzern. Im August 1909 konnte das Haus bezogen werden, in dem hinter einer zurückhaltend dekorierten Putzfassade in jeder Etage, auch im Dachgeschoss, lediglich eine Wohnung Einrichtung fand. Über den Vorraum wurden drei straßenseitig liegende Zimmer, drei Kammern zum Hof, Küche mit Balkon und ein innenliegendes Bad mit WC erschlossen, die Waschküche sollte im Keller eingerichtet werden. Prägend für die Fassade ist ein über drei Geschosse reichender Kastenerker und ein Dachhaus als Abschluss über den beiden linken Gebäudeachsen. Gemeinsam mit Nummer 118 zeigt das Haus die stadtplanerischen Intentionen der weiteren Quartierentwicklung, die jedoch hier stecken blieben. Nach gescheitertem Vorhaben einer Sanierung in den Jahren 2007/2008 steht das Haus im Sommer 2015 noch unsaniert und verwahrlost. Baugeschichtlicher und ortsentwicklungsgeschichtlicher Wert. LfD/2015 | 09261614 |
|                                         | Mietshaus in halboffener Bebauung in Ecklage | Lützner Straße 118 (Karte)                                                        | 1912 (Mietshaus)                                                    | Putzfassade, Stuck im Eingangsbereich, Reformstil-Architektur, baugeschichtlich von Bedeutung 1868 wurde auf dem recht großen Grundstück ein eingeschossiges Wohnhaus für den Gärtnereibesitzer Ferdinand Ernst Merker durch den Zimmermeister Friedrich Pätzig erbaut und in den Folgejahren zahlreiche Gärtnereigebäude, insbesondere Erdhäuser (Gewächshäuser) erbaut. Hierbei waren neben Pätzig beteiligt der Maurermeister Julius Langrodt, Maurermeister Brömme, die Maschinenschlosserei Theodor Zimmermann. Im Sommer 1899 ging das Grundstück in Hände der Emilie Bertha verwitwete Merker geb. Schlieder über. Diese ließ zwei Baustellen abstecken und Wohngebäude aufführen, zunächst das Haus Lützner Straße 116 in den Jahren 1908/1909. Auf Baustelle 2 des genehmigten Aufteilungsplanes kam an der Ecke zur Planstraße D ein Eckgebäude zur Ausführung, wobei der Baumeister Ernst Schlieder für Ausführung, die statischen Berechnungen und die Bauleitung gewonnen werden konnte. Möglicherweise lieferte er auch die Entwurfszeichnungen. Die Straße D, als Verbindung zur Demmeringstraße konzipiert, wurde letztlich nicht ausgebaut. Heute verläuft hier ein von Grün begleiteter Fuß- und Radweg. Im Januar 1912 kam das Baugesuch zur Einreichung, im März das alte Wohnhaus zum Abbruch und am 1. Mai die behördliche Genehmigung zur Ausreichung. Bereits im September erfolgte die Schlussabnahme. Wirkungsvoll war die Ecksituation ins Auge gefasst, der verputzte Baukörper mit kraftvollen Kastenerkern und Zwerchhaus sowie gerundeter, lisenengegliederter Ecklösung in Szene gesetzt. Kunststeindekor schmückt die Reformstilfassade, hinter der in jeder Etage drei Wohnungen zur Einrichtung kamen, übrigens alle mit innenliegendem Bad/WC. Sanierungsabsichten 2007/2008 scheiterten und so zeigt sich das Gebäude in der Jahresmitte 2015 noch in originalem aber leider vernachlässigtem und gefährdetem Zustand. Das großstädtische Eckgebäude besitzt einen baugeschichtlichen und ortsentwicklungsgeschichtlichen Wert. LfD/2015 | 09261615 |
|                                         | Fabrikgebäude in offener Bebauung | Lützner Straße 124 (Karte)                                                        | 1900 (Fabrik)                                                       | L-förmige Fabrikanlage, Klinkerfassade, eisernes, genietetes Treppenhaus, originale Türen im Innern, Durchfahrt mit weißen Kacheln, ortsgeschichtlich von Bedeutung | 09294762 |
|                                         | Mietshaus in halboffener Bebauung | Lützner Straße 130 (Karte)                                                        | 1905 (Mietshaus)                                                    | Putzfassade, baugeschichtlich von Bedeutung Zunächst begehrte der Privatmann Carl Leisching die Baugenehmigung für ein Wohngebäude im Januar 1905, bevor im Mai des gleichen Jahres ein Eigentümerwechsel zu Oeconom Gottfried August Meinicke erfolgte. Dieser stellte den Architekten Zunächst begehrte der Privatmann Carl Leisching die Baugenehmigung für ein Wohngebäude im Januar 1905, bevor im Mai des gleichen Jahres ein Eigentümerwechsel zu Oeconom Gottfried August Meinicke erfolgte. Dieser stellte den Architekten Alban Poser aus Leutzsch unter Vertrag. Letztlich scheint jedoch Zimmermann Hugo Arno Franz Max Giehren aus Gohlis Bauherr des Unternehmens zu sein. Wenige Tage vor Weihnachten des gleichen Jahres wurde die Ingebrauchnahme des Zweispänners gestattet. Toiletten waren noch über das Treppenhaus zu erreichen, die Waschküche kam als Anbau im Hof zur Ausführung und in der Mansarde eine Wohnung. An der für die Bauzeit vergleichsweise schmucklosen Putzfassade wird die Abkehr von der Fabulierfreude des Jugendstils deutlich, akzentuiert sind die beiden mittleren Geschosse. Sämtliche Gesimse und Fensterrahmungen bestehen aus Kunststeinformteilen. Erhalten sind unter anderem Innentüren und die Jugendstilausmalung im Treppenhaus. Leerstehend noch Juni 2014, Sanierung 2018/2019. Das Haus mit einem baugeschichtlichen und ortsentwicklungsgeschichtlichen Wert, städtebaulich in exponierter Lage befindlich. LfD/2013, 2014, 2019 | 09292294 |
|                                         | Mietshaus in ehemals geschlossener Bebauung in Ecklage | Lützner Straße 134 (Karte)                                                        | um 1900 (Mietshaus)                                                 | ehemals mit Läden, Klinkerfassade, baugeschichtlich von Bedeutung | 09261620 |
| Weitere Bilder                          | Hallenbad (Anschrift: Marktstraße 2–6 und Odermannstraße 15/17) in geschlossener Bebauung | Marktstraße 2; 4; 6 (Karte)                                                       | 1928–1930 (Hallenbad)                                               | Klinkerfassade mit Turm, einzigartiger Schwimmhallenbau im Stil der Neuen Sachlichkeit, Architekt: Stadtbaurat Hubert Ritter, ortsgeschichtlich und baugeschichtlich von Bedeutung | 09261639 |
|                                         | Mietshaus in geschlossener Bebauung | Marktstraße 3 (Karte)                                                             | um 1890 (Mietshaus)                                                 | mit Läden, Klinker-Putz-Fassade, Haustür mit bleiverglastem Oberlicht, baugeschichtlich von Bedeutung | 09298477 |
|                                         | Mietshaus in geschlossener Bebauung | Marktstraße 5 (Karte)                                                             | um 1905 (Mietshaus)                                                 | mit Laden, Klinker-Putz-Fassade, Stuckkehle im Eingangsbereich, Treppenhausfenster mit Resten farbiger Bleiverglasung, baugeschichtlich von Bedeutung | 09261640 |
|                                         | Mietshaus in geschlossener Bebauung | Marktstraße 7 (Karte)                                                             | um 1905 (Mietshaus)                                                 | Klinkerfassade, baugeschichtlich von Bedeutung | 09261641 |
|                                         | Mietshaus in geschlossener Bebauung | Marktstraße 8 (Karte)                                                             | um 1900 (Mietshaus)                                                 | mit Laden, Klinkerfassade, breiter Erker, Stuck im Eingangsbereich, baugeschichtlich von Bedeutung | 09261642 |
|                                         | Mietshaus in geschlossener Bebauung in Ecklage | Marktstraße 9 (Karte)                                                             | um 1908 (Mietshaus)                                                 | mit Eckladen, Putzfassade, Stuck im Eingangsbereich, Treppenhausfenster mit Resten farbiger Bleiverglasung, Laden ehemals original, baugeschichtlich von Bedeutung | 09261643 |
| Weitere Bilder                          | Mietshaus in geschlossener Bebauung in Ecklage | Marktstraße 10 (Karte)                                                            | um 1905 (Mietshaus)                                                 | mit Eckladen, Klinkerfassade, Erker, Eckbetonung, Blindfenster verkachelt, bleiverglaste Treppenhausfenster, Stuck im Eingangsbereich, baugeschichtlich von Bedeutung | 09261644 |
|                                         | Doppelmietshaus (Merseburger Straße 80 und Gemeindeamtsstraße 26) in halboffener Bebauung und in Ecklage | Merseburger Straße 80 (Karte)                                                     | 1887 (Mietshaus)                                                    | mit Läden, Klinkerfassade, Eckerker, Haustür um 1910, Holzpaneele im Eingangsbereich, baugeschichtlich von Bedeutung | 09261667 |
|                                         | Mietshaus in geschlossener Bebauung | Merseburger Straße 80b (Karte)                                                    | um 1900 (Mietshaus)                                                 | mit Läden, Putzfassade, baugeschichtlich von Bedeutung | 09262325 |
| Direkt Bild zu diesem Denkmal hochladen | Mietshaus in geschlossener Bebauung, mit Werkstattgebäude und Fabrik im Hof | Merseburger Straße 82 (Karte)                                                     | um 1890 (Mietshaus), um 1910 (Werkstatt), um 1935 (Werkstatt)       | Vorderhaus mit Tordurchfahrt und mit Läden, Klinkerfassade, Mittelerker, Stuckkehle und Schablonenmalerei im Eingangsbereich, geätzte Treppenhausfenster, baugeschichtlich von Bedeutung | 09261668 |
| Direkt Bild zu diesem Denkmal hochladen | Mietshaus in geschlossener Bebauung | Merseburger Straße 83 (Karte)                                                     | um 1890 (Mietshaus)                                                 | mit Tordurchfahrt, Putzfassade, baugeschichtlich von Bedeutung | 09298716 |
|                                         | Kaufhaus Gebr. Held: Kaufhausbau (Anschrift: Demmeringstraße 45 und Merseburger Straße 84) in geschlossener Bebauung in Ecklage | Merseburger Straße 84 (Karte)                                                     | 1912–1913 (Kaufhaus)                                                | markante Putzfassade, Ecklösung mit Turmabschluss, Reformstil-Architektur, städtebaulich, ortsgeschichtlich und baugeschichtlich von Bedeutung (siehe auch Demmeringstraße 43) | 09261669 |
|                                         | Mietshaus (Anschrift: Apostelstraße 19 und Merseburger Straße 86) in halboffener Bebauung, mit seitlicher Einfriedung | Merseburger Straße 86 (Karte)                                                     | um 1870 (Mietshaus), Fassade um 1910 (Mietshaus)                    | markanter Eckbau, Putzfassade im Reformstil der Zeit um 1910, im Kern Gebäude des 19. Jahrhunderts, städtebaulich und baugeschichtlich von Bedeutung | 09292582 |
|                                         | Mietshaus in geschlossener Bebauung | Merseburger Straße 88 (Karte)                                                     | um 1905 (Mietshaus)                                                 | mit Tordurchfahrt, ehemals mit Bankfiliale, Klinkerfassade, flacher Erker, Erdgeschoss travertinverkleidet, Stuckkehle und Holzpaneele in der Tordurchfahrt, farbig verglaste Treppenhausfenster, baugeschichtlich von Bedeutung | 09261671 |
|                                         | Mietshaus in geschlossener Bebauung | Merseburger Straße 88b (Karte)                                                    | um 1905 (Mietshaus)                                                 | mit Laden und Hausdurchgang, Klinkerfassade, flacher Erker, Haustür 1920er Jahre, baugeschichtlich von Bedeutung | 09261672 |
|                                         | Mietshaus in geschlossener Bebauung | Merseburger Straße 90 (Karte)                                                     | 1904–1905 (Mietshaus)                                               | mit Laden, Putzfassade, zwei Erker, Ladenzone original, Jugendstil-Gebäude, Architekt: Paul Möbius, künstlerisch und baugeschichtlich von Bedeutung | 09261673 |
| Direkt Bild zu diesem Denkmal hochladen | Stadtfunk: Lautsprechersäule | Merseburger Straße 91; 93 (vor) (Karte)                                           |                                                                     | ehemals Teil der Beschallungsanlage des Stadtfunks Leipzig, Zeugnis der städtischen Kommunikation und bedeutendes Dokument der Ereignisse am 9. Oktober 1989, ortsgeschichtliche, technikgeschichtliche und zeitgeschichtliche Bedeutung Datierung | 09306741 |
|                                         | Mietshaus in geschlossener Bebauung in Ecklage | Merseburger Straße 92 (Karte)                                                     | um 1900 (Mietshaus)                                                 | mit Eckladen, Putzfassade, Eckerker, Stuckkehle im Eingangsbereich, baugeschichtlich von Bedeutung | 09298770 |
|                                         | Doppelmietshaus (mit Georg-Schwarz-Straße 1) in ehemals halboffener Bebauung in Ecklage | Merseburger Straße 94 (Karte)                                                     | bezeichnet 1898 (Mietshaus)                                         | mit Läden, repräsentative Klinkerfassade, Eckbetonung durch Erker, Stuckkehle und Marmorstufen im Eingangsbereich, Windfangtür, gründerzeitlicher Prachtbau in exponierter Ecklage, städtebaulich und baugeschichtlich von Bedeutung | 09261297 |
|                                         | Mietshaus in halboffener Bebauung und Hofgebäude | Merseburger Straße 95 (Karte)                                                     | um 1905/1910 (Mietshaus)                                            | Vorderhaus mit Läden und Tordurchfahrt, Putzfassade, Erker, Fachwerkgiebel, ein Laden original, Stuckkehle und Windfangtür im Eingangsbereich, im Stil des Späthistorismus, baugeschichtlich von Bedeutung | 09261674 |
|                                         | Mietshaus in geschlossener Bebauung und Hofgebäude | Merseburger Straße 97 (Karte)                                                     | um 1880 (Mietshaus)                                                 | Vorderhaus mit Tordurchfahrt und Laden, Klinkerfassade, baugeschichtlich von Bedeutung | 09261675 |
|                                         | Mietshaus in geschlossener Bebauung | Merseburger Straße 99 (Karte)                                                     | bezeichnet 1900 (Mietshaus)                                         | mit Tordurchfahrt, mit Laden, Klinkerfassade, Laden original, in der Tordurchfahrt Verblendziegel, eisernes Torgitter, Haustür und Treppenhausfenster mit Resten geätzter Verglasung, baugeschichtlich von Bedeutung | 09261676 |
| Weitere Bilder                          | Doppelmietshaus in halboffener Bebauung | Merseburger Straße 102; 104 (Karte)                                               | um 1910 (Doppelmietshaus)                                           | Nummer 102 mit Tordurchfahrt und mit Laden, Putzfassade, Holzpaneele in der Tordurchfahrt, Nummer 104 bleiverglaste Haustür sowie Wand- und Deckenstuck im Eingangsbereich, Treppenhausfenster mit Resten farbiger Bleiverglasung, zwischen Jugendstil und Reformstil, baugeschichtlich von Bedeutung | 09261678 |
|                                         | Doppelmietshaus in geschlossener Bebauung in Ecklage | Merseburger Straße 103; 105 (Karte)                                               | bezeichnet 1900 (Doppelmietshaus)                                   | mit Tordurchfahrt und mit Läden, Klinkerfassade, Eckerker, prachtvoller Wand- und Deckenstuck im Eingangsbereich, Ausmalung in den Stuckfeldern, Windfangtür, baugeschichtlich von Bedeutung | 09261679 |
|                                         | Mietshaus in geschlossener Bebauung | Merseburger Straße 106 (Karte)                                                    | 1896–1897 (Mietshaus)                                               | mit Hausdurchgang, ehemals mit Laden, Putzfassade, Stuckkehle im Eingangsbereich, Treppenhausfenster mit Resten farbiger Verglasung, baugeschichtlich von Bedeutung Der Graveur und Produktenhändler Franz Max Heil reichte das Gesuch für einen Wohnhausneubau im Mai 1896 ein, der durch Zimmermeister Ernst Ahner innerhalb von zehn Monaten ausgeführt wurde. 1911 übernahm der Baumeister Julius Walther Heil das Grundstück, später Gerhard Heil als Vertreter für Heils Erben. Diese ließen 1972 das Ladengeschäft zu Wohnraum umbauen (die unterste Trittstufe aus Granit ist noch sichtbar). Das benachbarte Eckgebäude Nummer 108 übrigens war zeitgleich 1896 konzipiert für den Bauunternehmer Fritz Schaller aus Gohlis, kam jedoch erst 1888/1889 unter dem neuen Eigentümer Franz Max Heil zur Ausführung (ungenehmigter Hausabputz 1938, kein Denkmal). Das auf schmalem Grundstück über fünf Stockwerke reichende Haus Merseburger Straße 106 wurde als Zweispänner errichtet mit einem rechterhand eingefügten Hausdurchgang sowie Laden im Erdgeschoss. Sichtklinkersockel und ein genutetes, verputztes Erdgeschoss sind durch ein Stockgesims von der mit feiner Ritzung versehenen Putzfassade der oberen Etagen getrennt, die Fenster markant und aufwendig gerahmt. Auf den Historismus verweisen zudem Ausstattung und die Stuckkonsolen zwischen Zahnschnittfries im Traufbereich. Ausreichung der denkmalschutzrechtlichen Sanierungs-Genehmigung erfolgte im Sommer 1998. Für das Gebäude ist ein baugeschichtlicher Wert zu konstatieren. LfD/2017, 2018 | 09261681 |
|                                         | Mietshaus in offener Bebauung in Ecklage, mit Gaststätte, heute Hotel | Merseburger Straße 107 (Karte)                                                    | um 1900 (Mietshaus)                                                 | auch mit Laden, Klinkerfassade, Eckbetonung, ehemalige Anschrift: Hebelstraße 24, baugeschichtlich von Bedeutung | 09298756 |
|                                         | Mietshaus in geschlossener Bebauung | Merseburger Straße 112 (Karte)                                                    | um 1900 (Mietshaus)                                                 | Klinkerfassade, Wand- und Deckenstuck im Eingangsbereich, Windfangtür, baugeschichtlich von Bedeutung | 09261683 |
|                                         | Mietshaus in geschlossener Bebauung | Merseburger Straße 114 (Karte)                                                    | vor 1900 (Mietshaus)                                                | mit Tordurchfahrt, Klinkerfassade, Treppenhausfenster mit Resten geätzter Verglasung, baugeschichtlich von Bedeutung | 09261684 |
|                                         | Mietshaus in geschlossener Bebauung | Merseburger Straße 116 (Karte)                                                    | vor 1900 (Mietshaus)                                                | mit Laden, Klinkerfassade, baugeschichtlich von Bedeutung | 09261685 |
|                                         | Mietshaus in geschlossener Bebauung | Merseburger Straße 117 (Karte)                                                    | um 1895 (Mietshaus)                                                 | mit Tordurchfahrt, Klinkerfassade, baugeschichtlich von Bedeutung | 09261686 |
|                                         | Mietshaus in halboffener Bebauung in Ecklage | Merseburger Straße 118 (Karte)                                                    | um 1900 (Mietshaus)                                                 | mit Eckladen, Klinkerfassade, Stuckkehle und Deckenstuck im Eingangsbereich, Treppenhausfenster mit Resten geätzter Verglasung, Windfangtür, baugeschichtlich von Bedeutung | 09261687 |
|                                         | Mietshaus in geschlossener Bebauung | Merseburger Straße 120 (Karte)                                                    | um 1910 (Mietshaus)                                                 | Putzfassade, Stuck und Terrazzo im Eingangsbereich, bleiverglaste Treppenhausfenster, baugeschichtlich von Bedeutung | 09261688 |
|                                         | Mietshaus in geschlossener Bebauung | Merseburger Straße 124 (Karte)                                                    | bezeichnet 1910 (Mietshaus)                                         | Putzfassade, Stuck und Terrazzo im Eingangsbereich, bleiverglaste Treppenhausfenster, baugeschichtlich von Bedeutung | 09261689 |
|                                         | Mietshaus in halboffener Bebauung | Merseburger Straße 126 (Karte)                                                    | um 1910 (Mietshaus)                                                 | ehemals mit Laden, Putzfassade, Terrazzo und Stuck im Eingangsbereich, Treppenhausfenster mit farbiger Bleiverglasung, baugeschichtlich von Bedeutung | 09261690 |
|                                         | Mietshaus in halboffener Bebauung in Ecklage | Merseburger Straße 127 (Karte)                                                    | um 1900 (Mietshaus)                                                 | mit Gaststätte und mit zwei Läden, Klinkerfassade, Stuck und Holzpaneele im Eingangsbereich, Ladenfronten original, baugeschichtlich von Bedeutung | 09261691 |
|                                         | Mietshaus in geschlossener Bebauung | Merseburger Straße 129 (Karte)                                                    | um 1890 (Mietshaus)                                                 | Klinkerfassade, baugeschichtlich von Bedeutung | 09261692 |
|                                         | Mietshaus in geschlossener Bebauung | Merseburger Straße 131 (Karte)                                                    | um 1900 (Mietshaus)                                                 | mit Tordurchfahrt und Laden, Klinkerfassade, Stuckgliederung und Holzpaneele in der Tordurchfahrt, Schablonenmalerei, baugeschichtlich von Bedeutung | 09261693 |
|                                         | Mietshaus in halboffener Bebauung und Hofgebäude | Merseburger Straße 133 (Karte)                                                    | um 1900 (Mietshaus)                                                 | mit Tordurchfahrt, Klinkerfassade, Holzpaneele in der Tordurchfahrt, baugeschichtlich von Bedeutung | 09261694 |
|                                         | Doppelmietshaus (Merseburger Straße 134 und Spittastraße 42) in halboffener Bebauung | Merseburger Straße 134 (Karte)                                                    | um 1900 (Doppelmietshaus)                                           | ehemals mit Eckladen, Putzfassade, Treppenhausfenster mit Resten geätzter Verglasung, baugeschichtlich von Bedeutung | 09261695 |
|                                         | Mietshaus in geschlossener Bebauung | Merseburger Straße 136 (Karte)                                                    | um 1895 (Mietshaus)                                                 | Putzfassade, baugeschichtlich von Bedeutung | 09298701 |
| Weitere Bilder                          | Mietshaus in halboffener Bebauung in Ecklage | Merseburger Straße 138 (Karte)                                                    | um 1895 (Mietshaus)                                                 | ehemals mit Eckladen, Putz-Klinker-Fassade, baugeschichtlich von Bedeutung | 09298700 |
|                                         | Wohnhaus in offener Bebauung | Merseburger Straße 139 (Karte)                                                    | 1895–1896, bezeichnet 1895 (Wohnhaus)                               | Putzfassade, Porphyrtuffgewände, als Gärtnereigebäude ortsteilgeschichtliche und baugeschichtliche Bedeutung | 09298755 |
| Weitere Bilder                          | Mietshaus in geschlossener Bebauung in Ecklage | Merseburger Straße 140 (Karte)                                                    | um 1900 (Mietshaus)                                                 | mit Tordurchfahrt und mit Eckladen, Klinkerfassade, baugeschichtlich von Bedeutung | 09261696 |
|                                         | Mietshaus | Merseburger Straße 144 (Karte)                                                    | im Kern 1884 (Mietshaus), 1900 Umbau und Erweiterung (Mietshaus)    | Mietshaus (mit zwei Haushälften) in halboffener Bebauung in Ecklage; Putzfassaden, baugeschichtlich von Bedeutung | 09261697 |
| Weitere Bilder                          | Friedhof Lindenau, Sachgesamtheit | Merseburger Straße 148 (Karte)                                                    | ab 1870 (Friedhof)                                                  | Sachgesamtheit Friedhof Lindenau mit folgenden Einzeldenkmalen (siehe Obj.-ID 09261698): Kapelle, Erbbegräbnisse, Gefallenendenkmal für die Gefallenen des 1. Weltkrieges und Toreinfahrt und mit den Sachgesamtheitsteilen: Einfriedung, Nebengebäude und gärtnerisch gestaltete Friedhofsanlage; ortsgeschichtlich und städtebaulich von Bedeutung | 09304721 |
| Weitere Bilder                          | Friedhof Lindenau, Einzeldenkmale | Merseburger Straße 148 (Karte)                                                    | ab 1870 (Friedhofsbestandteil), 1984 (Kapelle)                      | Einzeldenkmale der Sachgesamtheit Friedhof Lindenau (siehe Obj.-ID 09304721): Kapelle, Erbbegräbnisse, Gefallenendenkmal für die Gefallenen des 1. Weltkrieges und Toreinfahrt; ortsgeschichtlich und städtebaulich von Bedeutung | 09261698 |
|                                         | Mietshaus | Mühligstraße 1 (Karte)                                                            | 1904 (Mietshaus)                                                    | Mietshaus in geschlossener Bebauung; Klinkerfassade, Wand- und Deckenstuck, Haustür mit farbig verglastem Oberlicht, eisernes Treppenhaus mit Seltenheitswert, baugeschichtlich von Bedeutung Im Februar 1904 stellte Heinrich Pflaum als Bauherr und zugleich Ausführender den Bauantrag für das dreigeschossige Mietshaus. Der Inhaber eines Baugeschäfts und einer Zementwarenfabrik beauftragte den Architekten Arthur Müller mit der Bauleitung, mit Sicherheit lieferte dieser die Entwürfe. Schlußrevision am 28. September 1904. Architektonisch zeigt die rotbraune Klinkerfassade Gedanken der Neugotik und des Jugendstils, zwischen erstem und zweitem Obergeschoss ein Laufender Hund mit Zahnschnittfries. Von Seltenheitswert das eiserne Treppenhaus, weitere originale Ausstattungsdetails u. a. reicher Jugendstilstuck im Eingangsbereich und eine schmiedeeiserne Kellerschranke. Sanierung 2007. LfD/2007 | 09261700 |
| Weitere Bilder                          | Doppelmietshaus in halboffener Bebauung | Mühligstraße 2; 4 (Karte)                                                         | um 1905/1910 (Doppelmietshaus)                                      | Putzfassade, Erker, Stuckgliederung im Eingangsbereich, baugeschichtlich von Bedeutung | 09261702 |
|                                         | Doppelmietshaus in geschlossener Bebauung | Mühligstraße 3; 5 (Karte)                                                         | um 1935 (Doppelmietshaus)                                           | Putzfassade, Klinkergliederung, Treppenhausfenster mit farbiger Verglasung, typische Architektur der 1920er Jahre, baugeschichtlich von Bedeutung | 09261701 |
|                                         | Mietshaus | Mühligstraße 6 (Karte)                                                            | um 1910 (Mietshaus)                                                 | Mietshaus in geschlossener Bebauung; mit Tordurchfahrt, Klinkerfassade, geätzte Treppenhausfenster, baugeschichtlich von Bedeutung | 09261703 |
|                                         | Mietshaus in geschlossener Bebauung | Mühligstraße 8 (Karte)                                                            | um 1910 (Mietshaus)                                                 | Putzfassade, Jugendstil-Dekor, baugeschichtlich von Bedeutung | 09261704 |
|                                         | Mietshaus in geschlossener Bebauung in Ecklage | Mühligstraße 10 (Karte)                                                           | um 1910 (Mietshaus)                                                 | ehemals mit Eckladen, Putzfassade, Eckerker, Fachwerkgiebel, Jugendstil-Dekor, baugeschichtlich von Bedeutung | 09261705 |
|                                         | Mietshaus in geschlossener Bebauung in Ecklage, mit Gaststätte | Nathanaelstraße 1 (Karte)                                                         | um 1910 (Mietshaus)                                                 | mit Tordurchfahrt und mit Läden, Putzfassade, kräftige Erker, Wand- und Deckenstuck in der Tordurchfahrt, städtebaulich unverzichtbarer Kopfbau, baugeschichtlich von Bedeutung | 09292622 |
|                                         | Mietshaus in halboffener Bebauung | Nathanaelstraße 2 (Karte)                                                         | nach 1900 (Mietshaus)                                               | Klinkerfassade, Treppenhausfenster mit Resten farbiger Bleiverglasung, Stuck im Eingangsbereich, baugeschichtlich von Bedeutung | 09292623 |
|                                         | Mietshaus in geschlossener Bebauung | Nathanaelstraße 3 (Karte)                                                         | nach 1910 (Mietshaus)                                               | mit Tordurchfahrt, ehemals mit zwei Läden, Putzfassade, zwei Kastenerker, Stuck im Treppenhaus und Reste bleiverglaster Treppenhausfenster, baugeschichtlich von Bedeutung | 09292624 |
|                                         | Mietshaus in geschlossener Bebauung | Nathanaelstraße 4 (Karte)                                                         | nach 1900 (Mietshaus)                                               | Klinkerfassade, teilweise bleiverglaste Treppenhausfenster, Stuckfelder mit Ausmalung im Eingangsbereich, baugeschichtlich von Bedeutung | 09292625 |
|                                         | Mietshaus in geschlossener Bebauung | Nathanaelstraße 5 (Karte)                                                         | um 1908 (Mietshaus)                                                 | mit Tordurchfahrt und mit Laden, repräsentative Putzfassade, zwei Erker, eisernes Treppenhaus mit Ausmalung, Reste bleiverglaster Treppenhausfenster, Stuck und Windfangtür im Eingangsbereich, baugeschichtlich von Bedeutung | 09292626 |
|                                         | Mietshaus in halboffener Bebauung | Nathanaelstraße 6 (Karte)                                                         | 1903 (Mietshaus)                                                    | Klinkerfassade, Stuck im Eingangsbereich, baugeschichtlich von Bedeutung | 09292627 |
|                                         | Mietshaus in geschlossener Bebauung und Hofgebäude | Nathanaelstraße 7 (Karte)                                                         | um 1905/1910 (Mietshaus)                                            | mit Tordurchfahrt, mit Läden, ungewöhnliche Granitfassade, straßenbildprägender Erker, baugeschichtlich von Bedeutung | 09292637 |
|                                         | Mietshaus in geschlossener Bebauung | Nathanaelstraße 9 (Karte)                                                         | um 1908 (Mietshaus)                                                 | mit Tordurchfahrt, Klinkerfassade, reicher Stuck im Eingangsbereich, baugeschichtlich von Bedeutung | 09292628 |
|                                         | Mietshaus in geschlossener Bebauung | Nathanaelstraße 11 (Karte)                                                        | um 1900 (Mietshaus)                                                 | Klinkerfassade, Wandpaneele im Eingangsbereich, baugeschichtlich von Bedeutung | 09292629 |
|                                         | Mietshaus in halboffener Bebauung | Nathanaelstraße 13 (Karte)                                                        | 1889–1890 (Mietshaus)                                               | mit Laden und Tordurchfahrt, Klinkerfassade, Laden original, baugeschichtlich von Bedeutung | 09292630 |
| Direkt Bild zu diesem Denkmal hochladen | Wohnhaus in offener Bebauung in Ecklage, mit Anbau und Mauer an der Erich-Köhn-Straße | Nathanaelstraße 18 (Karte)                                                        | 1865 (Wohnhaus), 1874, ehem. Kegelbahnmauer (Einfriedung)           | Putzfassade, baugeschichtlich und ortsentwicklungsgeschichtlich von Bedeutung Maurermeister Julius Langrock fertigte Zeichnungen für Herrn Wilhelm Pfeifer, die Erbauung eines unterkellerten Eckgebäudes an Auenstraße und Augustenstraße betreffend. Von der Baubehörde geprüft und bedingungsweise genehmigt wurden die Pläne am 29. August 1865. Zweispännig für Wohnzwecke konzipiert war im Erdgeschoss zudem ein Eckladen vorgesehen. Aborte kamen in einem separat und freistehend errichteten Nebengebäude im Hof zur Einrichtung. Der Einbau einer Gastwirtschaft im Haus zog einige Umbauten im Parterre nach sich, 1874 bzw. 1890 auch den Anbau eines nicht unterkellerten Gesellschaftszimmers und einer Kegelbahn an der Wettiner Straße (vorher Auenstraße, heute Erich-Köhn-Straße). Inhaber waren 1874 der Restaurateur G. Sander und 1890 Herr K. Jeute, die beteiligten Bauleute der Bauunternehmer Ernst Ahner und 1890 Karl Eduard neben Architekt Ernst Dreißig. 1938 übernahm das Baugeschäft Arthur Baum den Einbau von Wasserspülaborten und die Herstellung der Abschwemmung im Auftrag von Albert Berthold, der das Grundstück aus Händen der Karl Jeute sen. Erben erworben hatte, zu DDR-Zeiten verwaltete der VEB Haus- und Grundbesitz, Rat der Stadt Leipzig, das Grundstück. Das kleine vorgründerzeitliche, nur zwei Geschosse besitzende Gebäude mit verbrochener Ecke steht eindrücklich an einer markanten Stelle in Altlindenau. Neben wenigen Häusern der Ortserweiterung kurz vor der Reichsgründung (Erich-Köhn-Straße 60, 62) stehen im unmittelbaren Umfeld die großartige Anlage der Meyerschen Häuser Lindenau als städtebaulich sehr wirkungsvollem Ensemble und hervorgehobenem Zeugnis des sozialen Wohnungsbaus sowie in geschlossener Bauweise viergeschossige Gebäude der Mietshausarchitektur aus Historismus und Jugendstil, um 1900. Über dem sichtbaren Klinker-Bruchstein-Sockel mit Eckquadern aus Sandstein ist das Haus verputzt, besitzt eine profilierte Traufe und ein ziegelgedecktes Dach, der ehemalige Laden- bzw. Gaststätteneingang an der Ecke ist vermauert, die Gauben bei Dachreparaturen vorerst durch Liegefenster ersetzt. Erhalten sind der kleine Gesellschaftszimmeranbau und die ehemals zur Kegelbahn gehörende Mauer an der Erich-Köhn-Straße, an die heute einige Garagen grenzen. Im Inneren finden sich original zwei aus Sandstein gefügte Antrittstufen und Teile der hölzernen Treppenanlage sowie ein bemerkenswerter Keller, dessen gemauerte Gewölbekappen auf recht flache Ziegelbögen stoßen. Im Hofraum vier Kastanien, die mit Sicherheit zum ehemaligen Biergarten der Gastwirtschaft gehörten. LfD/2017 | 09292631 |